# Jagdgeschwader 53
La Jagdgeschwader 53 (JG 53) (53e escadre de chasse), surnommée « Pik As » (As de Pique) est une escadre de chasse de la Luftwaffe durant la Seconde Guerre mondiale.
Active de 1939 à 1945, l'unité était affectée aux missions de supériorité aérienne et connut le succès au-dessus de l'Europe de l'Ouest comme en URSS, mais se distingua surtout par sa longue présence en Méditerranée sur les fronts maltais, tunisien, sicilien et italien.

## Opérations
La JG 53 opéra uniquement sur le chasseur Messerschmitt Bf 109 dans les versions E, F, G et K.

### Prélude de la guerre (1939-1940)

#### Genèse
L'histoire de la « Pik As » débuta au printemps 1937 avec la création de la JG 334 commandée par l'as allemand Bruno Loerzer et composée de deux Gruppen (groupes), les I. et II./JG 334 en plus du Stab de commandement. À cette époque, l'escadre vole sur biplan Ar 68 et compte de futurs grands as comme Werner Mölders, Wolfgang Lippert, Rolf Pingel, Josef Wurmheller et Günther von Maltzahn pour ne citer qu'eux. Le III./JG 334 compléta l'escadre en juillet 1938, entre-temps rééquipée en Bf 109B puis en Bf 109D. La guerre d'Espagne mobilisa un temps une vingtaine de pilotes de l'unité pour le JGr 88. Certains en revinrent avec plusieurs succès en poche, 14 rien que pour Mölders qui réalisa le meilleur score allemand de cette guerre. La JG 334 se sépara bientôt de son III. Gruppe et devient la JG 133, puis passa à la version E du Bf 109 durant l'hiver 1938-1939. Enfin, l'unité est renommée JG 53 en mai 1939 à la suite d'une nouvelle réorganisation.

#### Une drôle de guerre bien remplie
Le 1er septembre 1939, l'Allemagne envahit la Pologne et la France et l'Angleterre déclarèrent la guerre deux jours plus tard. La JG 53 se retrouve alors postée à la frontière mais les belligérants se gardent bien de franchir la ligne de front : c'est le début de la drôle de guerre. Les missions de reconnaissances armées sont toutefois légion, et lors de deux d'entre elles le 9 septembre, le I./JG 53 ouvrit le score de l'unité en abattant un Bloch MB.131 ainsi qu'un MB.200 l'après-midi. Un autre accrochage le lendemain apporta au groupe quatre autres succès (dont trois confirmés), puis plus rien jusqu'au 17 septembre. Trois jours plus tard, les I. et II./JG 53 revendiquèrent quatre victoires et presque autant non confirmées. Les escarmouches sont désormais quotidiennes et la création d'un III. Gruppe est ordonnée le 26 septembre. Le dernier jour du mois s'acheva par 13 victoires, les pertes restant jusqu'à présent limitées.

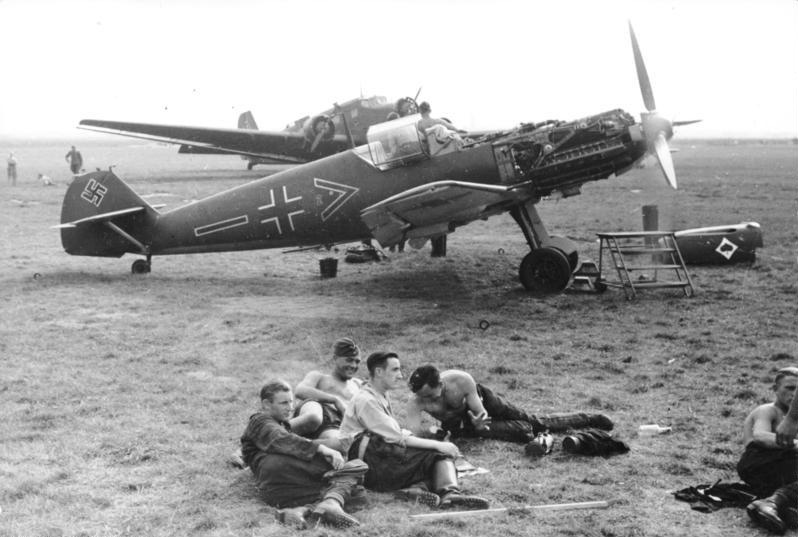
Mécaniciens au repos devant un appareil du Stab II./JG 53 à Mannheim-Sandhofen au début de l'automne 1939 ; en arrière plan un trimoteur Ju 52.

Le 1er octobre, le Generalmajor Hans Klein, un pilote de 14-18 aux 22 victoires, prit les rênes de l'unité. Énergique et proche de ses subalternes, l'officier suggéra que chaque escadre se dote d'un emblème distinctif. En référence aux as de la « Grande guerre », les Bf 109 de Klein adoptèrent ainsi un as de pique sur un fond blanc en forme de diamant : la JG 53 devint désormais la « Pik As ». Deux jours plus tard, le III./JG 53 se déclara opérationnel grâce aux efforts de son premier commandement, le Hauptmann Werner Mölders. Mais les pluies d'octobre ne laissèrent à l'escadre que peu d'opportunité de victoire. L'accalmie le mois suivant permit néanmoins d'ajouter une dizaine de succès avant qu'un froid glacial ne s'abatte sur l'Europe. Par des températures inférieures à −20 °C et jusqu'à −60 °C à 8 000 mètres d'altitude, les hommes et les machines sont à la merci du gel, du givre et de la neige, causant une inactivité interrompue de près de trois semaines. Le 22 décembre, Mölders et l'Oberleutnant Hans von Hahn chef de la 8./JG 53 descendent chacun un Hurricane lors de la première confrontation entre chasseurs allemands et britanniques depuis 1918.
La rudesse de l’hiver des deux premiers mois de 1940 cloua la plupart du temps les avions au sol. La météo s'améliora graduellement en mars, entrecoupée d’une période de pluie en milieu du mois. Le 3 mars, le Hauptmann Mölders devient le premier as de la « Pik As » en décrochant sa 5e victoire. Le 31, II./JG 53 du Hauptmann von Maltzahn revendiqua 7 adversaires, avec un triplé du Staffelkapitän de la 6./JG 53 l'Oberleutnant Hans Bretnütz. Sept victoires également pour l'ensemble de l'escadre lors du mois d'avril suivant (dont 3 pour Mölders) qui totalisa environ 70 succès depuis le début des hostilités, au prix de 12 pilotes, de loin le meilleur score de la chasse allemande jusque-là,. Ces premières escarmouches démontrèrent à la fois la supériorité du Bf 109 tout comme des adversaires à ne pas sous-estimer.

### De la Blitzkrieg à l'Angleterre (1940)

#### Fin de la guerre de position
Le 10 mai 1940, la Wehrmacht lança son offensive à l'Ouest et la JG 53 se retrouva en soutien au Groupe d'armées A au sud de la Belgique. Le gros des opérations se situant plus au nord, la « Pik As » ne rencontra que rarement l'ennemi lors des quatre premiers jours de combat en dépit des nombreuses sorties effectuées. Changement de ton le 14 mai lors de la percée de Sedan où des centaines d'avions des deux camps se firent face : le I./JG 53 du Hauptmann Lothar von Janson s'adjugea pas moins de 39 avions, dont le premier quintuplé allemand en la personne de l'Oberleutnant Karl-Heinz Mayer, chef de la 1./JG 53. Rolf Pingel à la tête de la 2. Staffel obtient un triplé et devient également un as, tout comme von Janson. Les II. et III./JG 53 non présents à Sedan ajoutèrent encore 10 succès lors de patrouilles, dont le 10e du Hauptmann Mölders. Le 17 mai 1940, les I. et II./JG 53 s'établirent au Luxembourg tandis que le III./JG 53 posa le premier ses valises en France. Le lendemain, ce même groupe perd l'Oberleutnant Wolf-Dietrich Wilcke (capturé) avant de s'adjuger trois jours après 10 victoires, dont 3 pour Mölders et autant pour von Hahn. Ne pouvant plus se risquer à des bombardements de jours en raison des pertes subites, les Alliées tentèrent de s'en prendre aux bases de la Luftwaffe de nuit, mais sans résultat. Malgré l'avance allemande à travers le nord-est de la France, la « Pik As » demeura dans la zone de Sedan où les missions se poursuivirent entre deux périodes de pluie : du 24 au 27 mai, la JG 53 abat une trentaine d'appareils, propulsant Werner Mölders à 20 victoires. Deux jours plus tard, l'as devient le premier pilote à recevoir la Croix de Chevalier. Comme un symbole, le III./JG 53 qu'il commande terminera le mois en fanfare avec 11 appareils descendus.
La JG 53 participa ensuite à l'opération Paula le 3 juin qui, malgré sa dizaine de victoires, se solda globalement par un résultat mitigé pour la Luftwaffe. À la suite de l'évacuation de Dunkerque et de la fin des combats dans le nord, l'attention se focalisa plus au sud. Le 5 juin, l'offensive allemande reprit en direction de la Somme et, une fois n'est pas coutume, le III./JG 53 du Hauptmann Mölders descendit 11 appareils mais le Kommandeur est lui-même descendu après ses 24e et 25e succès par un D.520 et fait prisonnier ; même mésaventure le lendemain pour le second as du groupe, l'Oberfeldwebel Hans Galubinski (9 victoires), sérieusement malmené par des civils. Le Groupe d'armées A attaqua à son tour le 9 juin ce qui conforta la JG 53 dans son secteur jusqu'au milieu du mois, bien que les revendications de victoires cessèrent au 11, faute de combattants dans le camp français. Mention spéciale pour le Leutnant Friedrich-Karl « Tutti » Müller de la 8. Staffel qui remporta 7 de ses 8 succès en ce début de mois, dont un triplé le 10 juin. Le 22 juin jour du cessez-le-feu, l'escadre se retrouva dans la région bretonne en couverture du littoral nord-ouest., ce qui permit le rapatriement de six pilotes capturés de l'unité. La bataille fit également 12 blessés et 8 pilotes tués ou disparus, le tout pour un peu moins de 200 victoires aériennes, dont sans surprise, la moitié pour le III./JG 53. À ce moment-là, la « Pik As » est en tête de toutes les unités allemandes et compte dans ses rangs une douzaine d'as.

#### Lutte pour les îles britanniques
Bien qu'en effectif complet au début de la Bataille d'Angleterre, la JG 53 passa un mois de juillet relativement tranquille du fait de ses bases excentrées, les incursions du Bomber Command se concentrant davantage au nord-est des côtes européennes. Entre-temps, Werner Mölders passa les reines de son groupe au Hauptmann Harro Harder (11 fois vainqueurs en Espagne) pour prendre en charge la JG 51. Vers la fin du mois, un ordre stipula que l'escadre abandonne son emblème phare « l'as de pique » au profil d'une simple bande rouge entourant le moteur. En cause, un acharnement du Reichsmarschall Hermann Göring pour discréditer le Kommodore de la JG 53 l'Oberstleutnant Hans-Jürgen von Cramon-Taubadel car son épouse était juive ! Le 28 juillet, le II. Gruppe mené par Günther von Maltzahn décolla depuis Dinan via l'île de Guernesey - récemment prise par les Allemands - pour celle de Portland pour une première patrouille sans histoire.
Ce même groupe remporta trois victoires le 8 août lors d'une escorte de Ju 87 attaquant un convoi allié. Trois jours plus tard, toute l'escadre fournit une escorte à des Ju 88 appartenant à la KG 54 et descendit peu avant midi une dizaine de Spitfire ainsi qu'un Blenheim l'après-midi. Le lendemain, une patrouille au large de Portsmouth apporta 8 victoires supplémentaires, Hans-Karl Mayer chef de la 1./JG 53 et Harro Harder réalisant chacun un doublé pour leur 11e succès chacun ; ce dernier ne rentrera cependant et sera porté disparu. Le Hauptmann Wolf-Dietrich Wilcke prend alors sa suite mais manquera également de peu de se faire capturer,. Le 13 août « Jour de l'aigle », la Luftwaffe lança des frappes sur les terrains d'aviation de la RAF mais la communication et la météo compliquèrent grandement les opérations. Pour la JG 53 impliquée toute la journée, le résultat se solda par une dizaine de victoires pour un mort et trois capturés. Quatre jours durant, l'unité escorta des Ju 87 sur Portland et l'île de Wight mais la RAF demeurait toujours en embuscade grâce aux données des stations radars britanniques. Le 18 août resta un jour noir pour les Allemands qui perdirent 70 avions. La JG 53 fut cependant épargnée et les Hauptmann Mayer et Rolf Pingel Kapitän des 1. et 2./JG 53 parvinrent même à 15 et 10 succès. Ce dernier quitta peu de temps après l’escadre pour le I./JG 26. Göring décida bientôt de changer de stratégie en affectant davantage d'escortes aux bombardiers, impliquant de facto le regroupement des unités de chasse dans le Pas de Calais.
Le 25 août, le III./JG 53 fit le premier le déplacement non sans avoir descendu trois Spitfire dans une journée chargée : 13 victoires pour deux blessés, deux disparus et un capturé. Devenu Kommandeur du I./JG 53, Hans-Karl Mayer officialisa son 20e début septembre, synonyme de Croix de Chevalier tandis que les Hauptmann Wolfgang Lippert chef de la 3./JG 53 et Hans von Hahn (8./JG 53) quittaient la JG 53 dix victoires en poche pour les II./JG 27 et I./JG 3. Désormais, plusieurs groupes de chasse escortaient deux fois par jour, de petites formations de bombardiers jusqu'aux aérodromes anglais, malgré les difficultés de l'industrie du Reich pour fournir à cette époque suffisamment de chasseur. Pas de répit donc, pour une JG 53 dont les pilotes sont d'autant plus remontés du fait du traitement de leur Kommodore par sa hiérarchie et la perte de leur « As de pique » comme emblème. En signe de protestation, l'unité et en particulier le III./JG 53 du Hauptmann Wilcke masqua le swastika de l'empennage de ses Messerschmitt !. Du 4 au 6 septembre, l'escadre descendit ainsi une vingtaine d'avions, l'Oberleutnant Friedrich-Karl Müller (8./JG 53) atteignant à son tour 10 victoires, mais la 7./JG 53 perd également ce jour-là son Kapitän et l'as aux 8 victoires l'Unteroffizier Hans-Georg Schulte (capturé).

#### Crise morale
Hitler décida finalement d'attaquer Londres et la JG 53 se retrouva au-dessus de la capitale anglaise dès le 7 septembre pour revendiquer une douzaine de succès, malgré des combats écourtés en raison de l'autonomie insuffisante des Bf 109. Cibler Londres se révélera une erreur stratégique,. Pour enfoncer le clou, la Luftwaffe doit même voler par mauvais temps : les 8 et 9 septembre sous un ciel bouché, l'unité remporta environ 15 victoires, les 9 et 10e pour Jakob Stoll chef de la 9./JG 53 mais les leaders des 4 et 8. Staffel perdirent ce jour-là la vie. Le 15 septembre se déroula une série de combats aériens concentrés sur Londres connu comme le « Battle of Britain Day ». 63 avions allemands seront perdus sonnant le début du glas de la Luftwaffe dans la bataille. Pour trois morts et trois capturés, la JG 53 déclara pour sa part une vingtaine de victoires, dont des triplés pour le Hauptmann Mayer, l'Oberleutnant Stoll et le Leutnant Erich Schmidt de la 9./JG 53. Jusqu'à la fin du mois, les missions sur la capitale perdurèrent permettant au Feldwebel Hermann Neuhoff (7./JG 53) ainsi qu'aux Hauptmann Wilcke et von Maltzahn d'arrondir leur score à 10 tandis que l'as Mayer se targuait d'obtenir sa 30e victoire. Les Bf 109 disposaient désormais d'un système automatique de contrôle du pas de l'hélice permettant une plus grande souplesse au combat. Malgré un ratio pertes/victoires désormais en faveur des Anglais, la JG 53 s'en tirait cependant à bon compte, malgré entre autres la perte de l'Oberleutnant Jakob Stoll (14 victoires) le 17 septembre.
Plusieurs changements s'opérèrent entre septembre et octobre : d'abord, le départ « forcé » du Kommodore Hans-Jürgen von Cramon-Taubadel, remplacé peu après par Günther von Maltzahn qui laissa du coup le II. Gruppe  au Hauptmann Heinz Bretnütz (17 victoires). Ensuite, l'ordre incongru de Göring de transformer une partie de la chasse en chasseur-bombardier (Jagdbomber ou Jabo) pour porter eux-mêmes les bombes sur le territoire pour avoir « faillis » à leur rôle. Les 3., 4. et 8. Staffel furent ainsi convertis en porteur de bombes escortés par le reste de la JG 53, l'escadre devant également couvrir les appareils d'assaut du II.(Schl)/LG 2. L'unité peine pourtant à maintenir son parc aérien opérationnel et à compenser les pertes. Les Staffeln reconvertis ne bénéficièrent par ailleurs d'aucun entraînement au bombardement tactique. Malgré l'enthousiasme initial, les pilotes durent apprendre sur le tas en conditions réelles, avec des résultats plus que négligeables. Dès le 2 octobre, le III./JG 53 perdit quatre pilotes sur Londres dont trois de la 8./JG 53. Le 5, la 1. Staffel perdit le Leutnant Alfred Zeis (10 victoires) et son ailier (5) (tous deux prisonniers). Les pertes en octobre devinrent vite alarmantes avec au total six morts, autant de capturés et deux disparus, en majorité des Jabostaffeln qui perdirent toutes leur Staffelkapitän. Côté chasse, environ 25 victoires en octobre dont 10 moitié-moitié pour le bouillant Leutnant Schmidt et le Hauptmann Heinz Bretnütz, qui se voit décerner la Croix de Chevalier le 21 octobre au lendemain de son 20e succès. L'as devient à la fois le troisième membre et Kommandeur de la JG 53 à être ainsi récompensé après Mölders et Hans-Karl Mayer. Ce dernier disparaissait néanmoins quatre jours plus tôt lors d'un vol test après avoir été 31 fois vainqueurs en plus de ses 8 succès espagnols. Les pertes et le manque de résultats consumèrent bientôt les rapports entre les pilotes et Hermann Göring.
Les missions Jabo sur Londres se poursuivirent en novembre malgré des conditions météos de plus en plus défavorables. La JG 53 effectua également des escortes de Stuka notamment italiens. Du 13 au 15 novembre, une série de tempêtes endommagea une dizaine de Me 109 au sol. Ce même jour, un communiqué de la Wehrmacht annonça la 501e victoire de la JG 53, bien que ce chiffre eut  probablement été atteint un mois plus tôt. Toujours est-il que sous l'impulsion de son nouveau leader, le Major Günther von Maltzahn, l'emblème « l'As de pique » sera à nouveau autorisé le 20 novembre ; la JG 53 revint donc la « Pik As ». Malgré les fortes pluies, le mois apporta à l'escadre une vingtaine de succès, la plupart au compte du II./JG 53 du Hauptmann Bretnütz, lequel porta son palmarès à 27. Son ailier l'Oberleutnant Gerhard Michalski, ainsi que Kurt Brändle Kapitän de la 5./JG 53 et le Feldwebel Stefan Litjens (4./JG 53) – trois futurs grands as – parvinrent respectivement à 8, 7 et 6 victoires,. Le 1er décembre, un dernier Hurricane est abattu par le Kommodore en personne. Bien que fortement limitées par la météo, les sorties se poursuivront jusqu'au 11 du mois et feront encore un mort et deux disparus. Dans l'après-midi du 19, la JG 53 débutait son retour en Allemagne. Enfin le 30, von Maltzahn reçut la Croix de Chevalier – moins pour ses 12 victoires que par son leadership – l'as devant encore demeuré à la tête de la « Pik As » trois années durant.

### Sur trois fronts (1941)

#### Chanel
Trois mois seront nécessaires à l'escadre pour reprendre son souffle. Au programme, transferts, rééquipements, entraînements dont la prise en main de la version « F » du Bf 109, plus aérodynamique mais disposant d'une puissance de feu amoindrie. En ce début 1941, les opérations militaires se focalisèrent sur le front méditerranéen et les Balkans. La JG 53 en fut exempt et se positionna de nouveau dans la région du Pas-de-Calais. En revanche, les sorties offensives en direction des îles anglaises font désormais l'exception. La « Pik As » comme ses homologues doit avant tout se charger des formations de bombardiers britanniques et leurs escortés de chasseurs. Mais le retrait de plusieurs unités allemandes pour le secteur sud au détriment du Chanel entraîna un déséquilibre des forces défavorable à la Luftwaffe, une situation qui en réalité, perdurera jusqu'à la fin.
La première mission de la JG 53 au printemps 1941 se déroula le 18 mars. Cinq autres suivront jusqu'à la fin du mois mais seuls le Hauptmann Bretnütz ainsi que le Major von Maltzahn seront en mesure d'abattre chacun un adversaire. Les patrouilles côtières dominèrent l'essentiel du mois d'avril quand le temps le permettait, la plupart des pertes – majoritairement matérielles – le seront par accidents ou au sol. Ainsi le 15, le II./JG 53 subit une attaque de la part de…Messerschmitt de la JG 52 qui pensaient se trouver au sud des côtes britanniques ! Basé à Berck, le III./JG 53 devient lui la cible fréquent de « vrais » appareils anglais 24 h plus tard, sept Bf 109 étant endommagés à des degrés divers. Le Leutnant Herbert Schramm (9 victoires) parviendra peu après à se défaire de deux Spitfire qui ne lui seront toutefois pas confirmés. À la suite de ça, le groupe déménagea à Maldegem en Belgique et, chose insolite, escorta pour l’anecdote, 25 Bf 109E en configuration Jabo appartenant au…II./JG 52 ! Le I. Gruppe pour sa part ne sera crédité que d'un seul succès pour tout le printemps grâce au Leutnant Wolfgang Tonne (3. Staffel) le 26 avril ; ça ne sera pas sa dernière victoire, tant s'en faut.
Le retour au front de la « Pik As » est dominé par le II./JG 53 du Hauptmann Bretnütz, l'as réalisant cinq victoires sur les 16 de son groupe entre avril et mai (son 30e le 3 mai) ; 5 succès également pour l'autre homme fort du moment, le Feldwebel Josef Wurmheller,. Von Maltzahn lui aussi ne désemplit pas et parvient à une quinzaine de victoires sous l'œil attentif de son ailier le Leutnant Franz Schiess qui fera également bientôt parler de lui. Entre mitraillages sur le Kent et couvertures aériennes pour la marine allemande, l'attention de la JG 53 se tourna davantage vers l'Angleterre en milieu du mois mais les escarmouches ici et là ne donnèrent que peu de résultats. La faible activité permit néanmoins à l'escadre d'introduire graduellement de nouveaux pilotes. Le II./JG 26 releva bientôt le III./JG 53 du Hauptmann Wilcke début juin tandis que l'Oberfeldwebel Litjens remportait le 4 du mois, la dernière des quelque 25 victoires obtenues durant le printemps 1941. Le 6 juin, le I./JG 53 quittait la France à son tour suivi deux jours plus tard par le Stab et le II. Gruppe. La « Pik As » se préparait désormais à l'invasion de l'Union soviétique.

#### Début des opérations à l'Est
Dès le 8 juin, le parc aérien de la JG 53 reçut un check-up complet. Mi-juin, l'ensemble de l'escadre à l'exception de la 6./JG 53 (voir plus bas) fit mouvement vers l'Est. Dès lors, chaque Gruppe allait intervenir de façon indépendante sur trois secteurs distincts. Le Stab du Major von Maltzahn et le I./JG 53 commandés par l'Oberleutnant Wilfried Balfanz furent assignés à la  Luftflotte 2 au nord de l'Ukraine en appui du flanc droit du Groupe d'armées Centre, conjointement avec le IV./JG 51. Wolf-Dietrich Wilcke et son III. Gruppe se placèrent sous les ordres du Stab JG 27 sur l'extrême gauche de ce même groupe d'armées avec le II./JG 52 à travers la Biélorussie. Enfin, le II./JG 53 du Hauptmann Heinz Bretnütz arriva en province de Prusse-Orientale amputé de sa 6. Staffel et se subordonna à la JG 54 pour former la force aérienne au sein de la  Luftflotte 1 dans le secteur nord des pays baltes. Les officiers donnèrent les derniers briefings le 21 juin mais les hommes de rang se montèrent guère enthousiasmes, tant la tâche à accomplir semblait insurmontable.
Le lendemain, toute la « Pik As » s'envola dès l'aube pour un programme chargé : patrouilles, mitraillages d'aérodromes et de colonnes, escortes de Ju 87 et 88 ainsi qu'interceptions. La plupart des pilotes effectuèrent ce jour-là quatre à cinq sorties et la termineront épuisés. Outre un grand nombre d'appareils détruits au sol, la JG 53 revendiqua environ 75 victoires aériennes, dont la moitié pour le seul III. Gruppe de Wilcke, ce dernier réalisant par ailleurs un quintuplé, le Leutnant Erich Schmidt et le Feldwebel Werner Stumpf (7./JG 53) un quadruplé. Seul Heinz Bretnütz blessé à la jambe, dut se poser de l'autre côté des lignes après un 33e succès. L'as fut recueilli et soigné par des fermiers sympathisants, mais la gangrène se développa entre-temps. Récupéré par les troupes le 26 juin, Bretnütz décédera le lendemain après avoir été amputé, une perte cruelle pour le II./JG 53 qui perd son chef unanimement apprécié de tous. Si le lendemain fut plus calme, les sorties demeuraient cependant les mêmes. L'avance rapide des troupes allemandes engendra des transferts de bases dès le 25, parfois directement sur celles bombardées 48 heures plus tôt, avec son lot d'appareils endommagés ou détruits ainsi que des munitions non explosées. Les Soviétiques tentèrent de déloger l'ennemi le jour même avec des DB-3 et SB-3 mais ces vieux bimoteurs ne faisaient guère le poids et les as s'en donnèrent à cœur joie : plus de 30 victoires pour l'essentiel du Stab et du III./JG 53, dont des quadruplés pour von Maltzahn et Leutnant Herbert Schramm. Cependant et malgré ces faits d'armes, l'étendue de la zone à couvrir et la pénurie croissante d'avions ralentissait les opérations tout autant que les orages fréquents en cette période de l'année. L'absence de points de repères engendra également des erreurs de navigation amenant les pilotes à se perdre, voir à disparaître à tout jamais. L'Oberleutnant Balfanz en fit ainsi les frais le 24. À l'issue du mois et plusieurs transferts, la JG 53 ne comptabilisait plus que 71 Bf 109 opérationnels, en témoignent ses nombreuses sorties et ces quelque 174 victoires en neuf jours, dont onze pour le Leutnant Erich Schmidt ,.
Juillet débuta lentement en raison du mauvais temps et d'une diminution de l'activité. Le 2, le Leutnant Ernst-Albrecht Schultz meilleurs as du I./JG 53 avec 17 succès est gravement blessé à l'œil et doit quitter le front. Ce même groupe reçoit entre-temps un nouveau Kommandeur en la personne du Hauptmann Franz von Werra, connu pour son évasion moins d'un an plus tôt, une péripétie récompensée de la Croix de Chevalier. Le 4, Erich Schmidt parvient à 30 succès ce qui lui vaudra la même décoration un peu plus tard. Jusqu'à la mi-juillet cependant, le III./JG 53 se contenta de faire voler ses chasseurs par binôme tant son parc aérien est diminué. Malgré cela, l'ensemble de l'escadre s'assure en moyenne une dizaine de succès par jour. Les Allemands découvrirent la robustesse du Il-2 ainsi qu'une force aérienne soviétique inépuisable à l'instar des nuées de moustiques qui sévissent dans la région ukrainienne. Le 10 juillet, von Maltzahn, établit un triplé et atteint également la barre des 30 ; triplé également le lendemain pour le Leutnant Walter Zellot de la 1./JG 53 dans une journée où son Gruppe s'adjugea 14 victoires. Les nombreuses patrouilles de chasses et les succès résultants permirent au Kommodore de soigner son palmarès qui reçut finalement le 24 juillet les feuilles de chêne pour un palmarès de 42. Afin de renforcer la garde à l'Ouest, quelques éléments sont retirés du front Est. Le II./JG 53 perd ainsi son meilleur as en la personne de Josef Wurmheller (19 victoires) qui poursuivra sa carrière avec la JG 2. Avec seulement six appareils disponibles, le Gruppe ne vole presque plus et doit se rééquiper. À l'inverse, le III./JG 53 requinqué put s'illustrer avec notamment 21 victoires le 26 juillet (dont 4 pour le chef de la 9./JG 53 l'Oberleutnant Franz Götz et 5 pour Erich Schmidt) et encore 17 le lendemain. La JG 53 passa ainsi le cap des 1 000 en juillet. Pour ce seul mois, outre von Maltzahn se distinguèrent ses deux ailiers l'Oberleutnant Hans-Joachim Heinecke et le Leutnant Franz Schiess (11 et 9 victoires) ; Franz von Werra en décrocha 14 et 11 pour Kurt Brändle,.

#### Garde à l'Ouest
Le retour d'expérience montra qu'un pilote sortant de formation n'avait que peu de chance de succès une fois en opération. Aussi, les Jagdgeschwader mirent chacune très tôt en place un groupe de remplacement nommé Ergänzungsgruppe. Situé proche du front, il permettait aux nouveaux venus d'acquérir durant 8 à 12 semaines, suffisamment d'expériences aux tactiques, au tir ainsi qu'à la navigation. Le Erg./JG 53 fut formé en novembre 1940 et disposait d’un Stab et deux Staffeln, l'une pour la formation finale, l'autre pour l'engagement, un élève pilote passant de la première à la seconde avant de se voir affecter dans une unité opérationnelle,. Evidement, les entraînements ne se firent pas sans casse : les lacunes, le manque d'expérience ou les l'excès de confiance causèrent plusieurs accidents, dont six mortels. Mais la proximité de la zone de combat permit également d'apporter quelques succès. Le Erg./JG 53 descendit ainsi un premier Blenheim le 16 février 1941 et revendiqua le 24 juillet six Halifax sur la quinzaine venus s'en prendre au croiseur de bataille Scharnhorst alors basé à La Pallice. Fin septembre, le groupe opéra en Allemagne et permit la constitution en janvier 1942 d'éléments des JG 1 et 3 ,.
Comme vu plus haut, la 6. Staffel n'a pas suivi le II./JG 53 vers l'est. Basé à Jever jusqu'au 20 juin, l'unité commandée par l'Oberleutnant Otto Böhner passa plusieurs semaines sans incident avant d'être affectée près de Berlin. Début juillet, elle s'établit sur l'île de Sylt et perdit accidentellement un pilote lors d'un vol test. Le 21 août, la 6./JG 53 fut cette fois transférée sur la côte néerlandaise et effectua de nombreuses patrouilles et d'escortes de navires. Le 28 août, ses pilotes interceptèrent et descendirent 3 Blenheim et 2 Spitfire d'escorte. Globalement toutefois, les sorties se terminèrent la plupart du temps sans combattre malgré la présence de la RAF. Au matin du 15 septembre, quatre Hurricane mitraillèrent le terrain de la 6./JG 53 et perdirent l’un des leurs. Au total, l'unité remporta 9 victoires pour deux morts avant d'être de nouveau rattachée à son Gruppe le 6 novembre 1941,,.

#### Coupé en deux
Début août, Stab et I./JG 53 firent leur retour en Allemagne. Ils laissèrent au passage leurs avions encore valides à la JG 3 pour prendre en charge de nouveaux appareils. Seul le III./JG 53 demeurait encore opérationnel dans la zone de Smolensk, délaissé cependant par les Stab JG 27 et le II./JG 52 montés au front de Leningrad. Le Gruppe joignit alors ses forces à la StG 1 du Major Walter Hagen en approche de Moscou,. Les chasseurs effectuèrent des mitraillages de colonnes soviétiques en parallèle à des escortes de Stuka, tout en ayant le champ libre pour la chasse. Le 5 août, le groupe s'adjugea 15 appareils ennemis. Trois jours plus tard, le III./JG 53 mettait un premier pied sur le sol russe et le lendemain, le Hauptmann Wilcke et le Leutnant Schramm (26 et 25 victoires) recevaient tous deux la Croix de Chevalier des mains du Generalfeldmarschall Albert Kesselring. Se joignit à la photo souvenir le Leutnant Schmidt vainqueur la veille de son 40e succès,. Mais comme toujours, les nombreuses missions réduisirent à cinq ou six appareils la dotation du groupe pour finalement tomber à zéro le 18 août. La livraison de nouveaux moteurs en particulier faisait défaut, et seul la débrouille sur place permettait de refaire voler quelques avions. Après trois semaines à se rééquiper en Allemagne, le II./JG 53 se retrouva de nouveau opérationnel à Soltsy le 20 août tandis que le III./JG 53 réceptionnait le surlendemain quatre nouveaux avions et six moteurs DB 601. Les deux groupes se confrontèrent à nouveau durement à leurs adversaires les jours suivants. Ainsi les 25 et 27 août, le II. Gruppe revendiqua deux fois 10 victoires, dont un quintuplé pour l'Oberfeldwebel Stefan Litjens tandis que le champagne était de sortie ce même jour avec 17 victoires pour le III./JG 53 avec à l'honneur, les as habituels dont Hans Galubinski de retour au front depuis juin 1941. Bien que tout aussi fournis, les trois derniers jours d'août seront cependant endeuillé quand Eric Schmidt victime de tirs au sol disparaît le 31 après s'être éjecté. « Schmichen » comme il était surnommé comptait 47 victoires et laissera un grand vide au sein du groupe, qui perd son meilleur as et un excellent camarade,.
Le III./JG 53 délaissa la StG 1 début septembre et descendit au sud-est de la Biélorussie proche de la frontière ukrainienne pour la prise de Kiev. Mais les quelques routes disponibles sont encombrées et le personnel au sol tarde à parvenir jusqu'à la nouvelle base. Pendant ce temps, le II./JG 53 se plaça au nord du lac Ilmen à environ 150 km de Leningrad. Pluies et éclaircies permettent aux deux groupes d'alterner les journées victorieuses. Ainsi, l'unité de Wilcke peut revendiquer une douzaine de succès le 9 septembre et presque autant pour le II./JG 53 deux jours plus tard. Mais l'Oberfeldwebel Litjens est blessé lors de cette mission après avoir descendu ses 23 et 24e adversaire et perdra l'usage de son œil droit. Le 14 septembre, l'Oberleutnant Friedrich-Karl Müller du Gruppenstab III./JG 53 se voit remettre la Croix de Chevalier, de façon pour le moins inattendue,. C'est cependant un autre Oberleutnant tout droit sorti du Erg./JG 53 qui s'illustra en septembre, Helmut Besler avec 11 victoires avec la 5. Staffel. Un dernier transfert amena finalement le III./JG 53 à Konotop où un aérodrome bien équipé l'attendait, jadis occupé par une école de pilotes de chasse soviétiques. Du 16 au 21 septembre, le Hauptmann Wilcke et ses hommes vont lourdement s'impliquer pour faire tomber la poche de Kiev en escortant bombardiers conventionnels et Stuka. Les colonnes sans fin de véhicules et de troupes russes constituent les principaux objectifs que les Messerschmitt se chargent également de réduire au silence. Du coup, les rares combats aériens sont relégués au second plan. La capitale ukrainienne tombera finalement avant la fin du mois, faisant 665 000 prisonniers.
Le II./JG 53 réalisera les dernières sorties de cette campagne, le tout dernier succès revenant au Feldwebel et futur vétéran Herbert Rollwage (pour sa 11e victoire). Du 4 au 13 octobre, le personnel et le matériel des deux Gruppen revinrent en Allemagne juste à temps pour s'épargner l'hiver. Le bilan du passage de la JG 53 sur ce front s'établit à 769 avions abattus, dont un peu moins de la moitié pour le seul III./JG 53. Aux 26 blessés s'ajouteront 15 pilotes tués, capturés ou disparus tandis qu'au moins six pilotes parviendront à rejoindre leur ligne après s'être éjecté. Malgré ces succès, les hommes de la JG 53 ne regretteront pas de quitter la Russie, mal alaise à combattre dans ce pays. Hormis von Maltzahn, demeure en tête Herbert Schramm qui revient avec 38 victoires, Wolf-Dietrich Wilcke, Hermann Neuhoff et Franz Götz dépassent tous les 30 victoires tandis que Kurt Brändle et Hans Galubinski n'en sont pas loin.

#### Interlude hollandaise
Une fois rééquipés en Bf 109F-4, le Stab et le I./JG 53 furent envoyés aux Pays-Bas fin septembre pour des missions somme toute analogues à la 6./JG 53. Le II./JG 53 fit de même mais ne retrouva cette dernière qu'au bout d'un mois,. Quelques escarmouches débouchèrent sur une poignée de victoires, dont la 10 et 12e pour l'Oberleutnant Klaus Quaet-Faslem chef de la 2./JG 53 et le Leutnant Fritz Dinger (4. Staffel). Le 25 octobre cependant, l'appareil du Hauptmann Franz von Werra piqua soudainement du nez et s'abîma en mer pour raison inconnue. Le sort semble ainsi s'acharner sur les leaders de la « Pik As » (Härder, Mayer, Bretnütz, Schmidt… et désormais von Werra), alors que globalement, l'escadre ne perdit jusqu'à présent que peu de pilotes. . Le Hauptmann Herbert Kaminski ancien pilote de Zerstörer (chasse lourde) prend alors la tête du I./JG 53. De retour de Kiev, le III./JG 53 fit également le plein d'avions mais demeura en Allemagne sans combattre alors que se profilait bientôt un nouveau théâtre : la Méditerranée.

#### Descente en Méditerranée
L'île de Malte représentait une sérieuse entrave pour le ravitaillement les forces de l'Axe postées en Afrique du Nord. Afin d'y remédier, le II. Fliegerkorps est appelé en renfort sous la protection de la JG 53. Premier à faire le déplacement, le III. Gruppe du Hauptmann Wilcke qui s'établit à Catane en Sicile le 3 décembre 1941. Cependant, le début de l'opération Crusader obligea Rommel sous pression à demander de l'aide. Conséquence, le III./JG 53 s'envola de nouveau pour la Libye pour s'établir à Tmimi le 8 décembre où stationne déjà la JG 27. Presque immédiatement, la 8. Staffel est détachée à Benina plus à l'ouest pour assurer la défense du port de Benghazi. Ce départ précipité fait que les hommes n'auront guère eu le temps de s'habituer aux conditions du désert. Le 10 se déroulèrent les premières patrouilles mais le groupe doit déjà se replier le lendemain vers l'ouest, non sans avoir abattu ses quatre premiers avions en Afrique. L'unité fit mieux le 12 décembre avec 7 victoires et en revendiqua deux de plus le lendemain avec autant de pertes parmi la 7. Staffel. Cette même escadrille perd trois jours plus tard son Kapitän l'Oberleutnant Heinz Altendorf (24 victoires) capturé tandis que son ailier parviendra à rejoindre ses lignes à pied. Enfin le 17, le III./JG 53 reçoit l'ordre de rentrer en Sicile et laisse ses chasseurs à la JG 27. La 8./JG 53 restée à Benina reçut le 19 décembre la visite sur son terrain de Maryland et seul le Feldwebel Alfred Seidl tentera en vain d'en abattre un. Après avoir également laissé ses appareils à la JG 27, la Staffel pris congé de l'Afrique à la Noël 1941 mais un contretemps les firent toucher le sol Sicilien que deux jours plus tard. À peine rééquipé un mois plus tôt, le III./JG 53 se retrouva donc à nouveau inopérant faute d'avion. Son court séjour libyen lui aura rapporté 16 victoires aériennes, dont près de la moitié pour les seuls Oberfeldwebel Neuhoff et Stumpf.
Entre-temps, le reste de la « Pik As » a posé ses valises en Sicile, à Comiso et Gela. La principale force de frappe se compose de cinq groupes de Ju 88, un de Ju 87, un de Bf 110, un de Ju 88 de chasse de nuit ainsi que le II./JG 3 retiré d'URSS, une force conséquente exigeant des moyens logistiques adaptés. L'objectif est d'obtenir la supériorité aérienne et maritime afin d'enrayer tout trafic entre Malte et les côtes africaines. En cette fin d'année cependant, les orages de pluie et les fortes bourrasques sont fréquents. Le 19 décembre et malgré un ciel menaçant, quatre avions du Stab rencontrèrent sept Hurricane et le Kommodore Günther von Maltzahn en personne en descendit un pour sa 50e victoire. Contrairement au Stab cantonné au rôle de chasse libre, les I. et II./JG 53 vont devoir escorter les bombardiers jusqu'à l'objectif. Le I./JG 53 sortit le premier le 20 décembre imité trois jours plus tard par le II./JG 53. Seuls opposants dans les airs, des Hurricane dont l'un d'eux fait le lendemain la 30e de l'Oberleutnant Kurt Brändle. Quand le Sirocco ne se levait pas, les succès étaient au rendez-vous, comme lors de la journée chargée du 29 décembre : les Ju 88 détruisirent 15 avions au sol (dont 9 Wellington) tandis que les Messerschmitt effectuèrent des mitraillages - y compris sur deux sous-marins anglais – et s'adjugeaient 6 victoires. La JG 53 revendiqua lors de ce premier séjour en Sicile, une vingtaine de Hurricane et un Blenheim, 4 pour von Maltzahn, 2 pour les Oberleutnant Friedrich-Karl Müller et Gerhard Michalski en charges respectivement des 1 et 4. Staffel,. Du fait de sa position stratégique, Malte, comparée à raison à un porte-avion insubmersible, va dès lors occuper la JG 53 durant près d'une année.

### Entre mer, sable et la Volga (1942)

#### Le porte-avions maltais
Le début de l'année très pluvieux ne laissa de répit que pour quelques sorties effectuées le plus souvent l'après-midi. Rares sont les contacts avec l'ennemi tout comme les escortes de Ju 88 limitées à de petites sections. Gerhard Michalski remporta le 3 janvier la première victoire de l'année (sa 25e) lors d'une attaque sur Luqa tandis qu'une seconde frappe menée 24 h après apporta trois autres succès,. Moins actif, une partie du I./JG 53 mit en place une 10.(Jabo)/JG 53 spécialisée dans des attaques à basse altitude. Commandée par l'Oberleutnant Werner Langemann, l'unité comptait des pilotes déjà aguerris à ce genre de mission en Angleterre, ainsi que de jeunes recrues. La troisième semaine de janvier, la 1./JG 53 cette fois partit quelques jours pour la Grèce et la Crète afin de protéger les convois à destination de l'Afrique. Ayant fait le plein d'avions, le III./JG 53 effectua lui, sa première escorte sur Malte le 19 janvier mais les victoires iront ce jours là aux Oberleutnant Kurt Brändle et Helmut Besler. Le 25, le Stab de von Maltzahn et la 6./JG 53 se partagèrent 8 succès sans pertes qui firent l'objet d'un communiqué de presse. Malgré cela, Malte n'était pas une sinécure, avec la peur constante de la casse moteur au-dessus d'une mer omniprésente.
La météo plus clémente de février permit de planifier une série de raids continus plutôt que des attaques lourdes tous azimut ne pouvant se monter qu'à intervalles, et qui auraient laissé le temps à la RAF de souffler. Malgré l'état des bases après les pluies de janvier, la JG 53 pouvait désormais décoller en moyenne trois fois par jour pour des patrouilles ou pour escorter des bombardiers sur tout le trajet. Bien souvent pourtant, les missions se soldaient sans aucun contact à l'ennemi. Les journées du 5 au 7 se concentrèrent sur les aérodromes et les docks tandis que la 10.(Jabo)/JG 53 effectua sa première sortie le lendemain. Le 11 février, le III./JG 53 remporta sa première victoire depuis plus de deux mois par l'intermédiaire de l'Oberleutnant Hans-Joachim Heinecke (Kapitän de la 8./JG 53) pour son 17e succès. Le lendemain, l'as des as du Gruppe Herbert Schramm abattait son 39e adversaire, en fait son dernier avec la JG 53. Le seul engagement majeur se déroula le 15 février où l'ensemble de la « Pik As » descendit 6 appareils, le 11e pour l'Oberleutnant Quaet-Faslem qui revendiqua l'unique succès du I. Gruppe au cours du mois,. La JG 53 descendit 24 adversaires en février pour quatre fois moins de pertes, le II. Gruppe en remporta la moitié, 5 pour le III./JG 53 et encore 7 au Stab de l'inévitable Günther von Maltzahn toujours à la pointe,. Le harcèlement constant de Malte commençait à faire plier graduellement les défenses de l'île.
La JG 53 descendit 9 Hurricane les neuf premiers jours de mars ne laissant qu'une vingtaine de ces chasseurs pour défendre l'île. Bien que chancelante, Malte disposait encore de DCA, redoutable notamment pour la 10.(Jabo)/JG 53 opérant en raz motte. Ceux qui se crashaient en mer purent cependant bénéficier de l'intervention salvatrice des hydravions Do 24. Les pertes par accidents représentaient encore toutefois la majorité. Le 10 mars, un pilote de la 8./JG 53 fut descendu par un trio de...Spitfire tandis que l'Unteroffizier Hans Schade parvenait à se défaire d'un des assaillants pour sa 13e victoire,. Trois jours auparavant, le porte-avions HMS Eagle livrait en effet quinze Spitfire à l'île, chose passée apparemment inaperçue aux services de renseignement allemand. Afin d'en finir, le général  Kesselring demanda des frappes à grande échelle en ciblant en priorité les terrains d'aviation maltais. Cette nouvelle stratégie se fera cependant attendre plusieurs jours à cause d'une incroyable négligence administrative. Les raids massifs débutèrent le 20 mars comprenant 60 bombardiers et plus de 100 le lendemain. La JG 53 et en particulier le III. Gruppe avait entre-temps balayé les airs et la résistance britannique resta quasi muette,. Les Allemands et la Regia Aeronautica s'en prirent parallèlement aux convois de ravitaillement qui ne purent finalement livrer moins de 20 % de leur cargaison. Le brouillard, le vent et la pluie s'invitèrent bientôt et seules les missions antinavires ainsi que des frappes sur le réseau portuaire se poursuivirent. Les combats aériens de fin de mois furent donc peu nombreux, hormis toutefois l'Oberfeldwebel Ehrenberger qui put arrondir son score à 20.

#### Une île insubmersible
Des combats isolés amenèrent le 1er avril le 60e succès du Kommodore tout comme le 20e d'Helmut Belser, récent chef de la 6./JG 53 mais Hans Schade tomba au combat ce jour-là. À ce stade, escorter des grosses formations de bombardiers demandait plus de temps de vol, rendant d'autant plus élevé le risque de panne sèche,. Le 9 avril, le Kapitän de la 8./JG 53 l'Oberleutnant Hans-Joachim Heinecke (18 victoires) est remplacé par Belser. Le Leutnant Hermann Neuhoff, récent vainqueur de son 40e adversaire prend la 6.Staffel mais l'as est abattu le lendemain par… l'un de ses coéquipiers ! Blessé, Neuhoff se parachuta près de Luqa et sera fait prisonnier. L'escadre aura néanmoins remporté 9 victoires ce jour-là, dont un triplé pour Ehrenberger,. La résistance britannique faiblissant, les Bf 109 pouvaient s'atteler à des frappes au sol, missions peu populaires en raison de la fragilité des moteurs en ligne, sans compter les erreurs récurrentes de tirs. Récemment promu Hauptmann, Kurt Brändle (35 victoires) se voit placer à la tête du II./JG 3 également présent en Sicile. De retour de blessure, l'Oberleutnant Ernst-Albrecht Schultz récupère alors la 5./JG 53. La force de frappe de Malte quasi-anéantie, les convois germano-italiens eurent un temps le champ libre pour ravitailler Tripoli. Le 20 avril, l'île reçut néanmoins près de 50 Spitfire mais cette fois-ci, les Allemands les débusquèrent et déclenchèrent aussitôt un raid qui n'en laissa environ que la moitié. C'était sans compter sur les projets d'offensive d'Hitler à l'est et un Rommel prêt à reprendre Tobrouk et foncer sur l’Égypte. Les I./JG 53 et II./JG 3 furent donc désengagés à la fin du mois et ce n'était qu'une question de temps avant que le III./JG 53 ne traverse de nouveau la Méditerranée pour soutenir l'Afrikakorps. En d'autres termes, et malgré la trentaine de victoires de la « Pik As » les dix derniers jours d'avril face à des Anglais aux abois, l'Axe perdait sa meilleure occasion de prendre Malte.
Malgré cette baisse d'effectifs, la JG 53 assure le libre passage des convois allemands mais les Britanniques réalisèrent bien vite que la pression sur eux avait diminué, et en profitèrent pour se renforcer avec l'arrivée de plus de 60 Spitfire par l'intermédiaire des porte-avions Wasp et Eagle. Conséquence, les 9, 10 et 12 mai, les deux Gruppen restants ainsi que la 10.(Jabo)./JG 53 obtinrent respectivement 9, 7 et encore 9 victoires essentiellement sur des Spitfire, l'occasion pour l'Oberleutnant Michalski de revendiquer sa 30e, et pour le Major von Maltzahn de faire une grosse frayeur à tous en disparaissant en mer, avant d'être récupéré. À la mi-mai, Malte disposait maintenant de la supériorité numérique et avait la capacité d'infliger des pertes sévères aux formations de bombardiers. La « Pik As » elle-même perdit une dizaine de pilotes en mai, la plupart capturés. Les succès obtenus jusqu'ici furent ainsi réduits à néant par l'incapacité de la Luftwaffe à combattre simultanément sur autant de fronts. Pour couronner le tout, le III./JG 53 se retrouva orphelin le 17 mai du Hauptmann Wilcke transféré à la JG 3 avant que le groupe ne pose ses valises à Martuba en Libye huit jours plus tard.

#### Retour à l'Est
Retiré de Méditerranée fin avril, le I./JG 53 se retrouva posté à Koursk le 29 mai après avoir laissé ses chasseurs en Sicile et perçu des appareils neufs. Le groupe doit prendre part à l'opération Bleu, l'offensive d'été au sud du front Est. La tache initiale prévoyait de soutenir la 4e armée de Panzer afin de piéger les unités soviétiques défendant Voronej sur le Don. Programmée pour le 28 juin, les hommes du I./JG 53 purent entre-temps se réadapter rapidement aux conditions de vie en Russie à l'instar de ce qu'ils avaient pour la plupart vécu l'été précédent. À une nuance près, les raids de harcèlement nocturne montés quotidiennement par les Soviétiques. Néanmoins, le groupe va rapidement connaître un succès fulgurant sans précédent.
Malgré le « statu quo » au sol, le ciel fourmillait en effet d'activité amenant quantité de combats aériens qui perdureront jusqu'à l'offensive. Les premières victoires tombèrent le matin du 31 mai sous les coups de la 3./JG 53 de l'Oberleutnant Wolfgang Tonne. Par la suite, les Allemands ont la capacité d'effectuer une à deux sorties par jour malgré un mois de juin assez frais et pluvieux. Les pilotes confirmés qui ne purent améliorer leur palmarès en Sicile - tout comme du reste les pilotes fraîchement débarqués - avaient désormais de quoi se mettre sous la dent. Presque chaque jour (à l'exception de la mi-juin) amenèrent régulièrement des succès pour des pertes minimes. Le plus actif d'entre eux, le Leutnant Joachim Louis du Stab I./JG 53 remporta ainsi 10 victoires du 2 au 26 juin portant son score à 15 tout comme son ailier l'Oberfeldwebel Hans Kornatz qui descendit 7 adversaires. À la 2./JG 53, l'Oberfeldwebel Alfred Franke porta le sien à 20 après 8 succès tandis que le jeune Unteroffizier Wilhelm Crinius remporta ses 6 premières victoires après 60 missions infructueuses en Méditerranée.
Le I./JG 53 avait entre-temps déménagé à Kolpna à 50 km au nord-ouest de Koursk, fin prêt pour l'opération Bleu finalement déclenchée le 28 juin. Ce jour-là, le groupe revendiqua une quinzaine de victoires en six sorties, favorisées par l'ensoleillement journalier. Joachim Louis descendit quatre avions et sera le seul vainqueur les deux jours suivant en raison d'une dégradation météo. Touché le 30 par la DCA après sa 22e victoire, l'as sera néanmoins contraint à l'éjection et passera le reste de la guerre en captivité,. Pendant ce temps, les forces au sol avançaient rapidement sur Voronej et le I./JG 53 décollait régulièrement par petites sections pour des interceptions. Les succès (tout comme ceux de la JG 3 également présent sur zone) sont réguliers, jusqu'à dix victoires par jour du 1er au 9 juillet. Ainsi, les Staffelkapitän Friedrich-Karl Müller et Wolfgang Tonne franchirent tous deux les 30 victoires, Klaus Quaet-Faslem 20 tout comme Walter Zellot. Dans l'intervalle, Voronej tombait aux mains des Allemands,. Le 10 juillet, l'unité se retira en Ukraine pour percevoir les premiers Bf 109G-2 de série. Le 15, le I./JG 53 se retira à Kharkov et passa neuf jours à se familiariser avec leurs nouvelles montures. Le groupe se déplaça ensuite plus au sud à Taganrog au nord-est de la mer d'Azov mais le Kommandeur le Major Herbert Kaminski crasha le premier de ces appareils le 24 en choisissant une piste trop courte pour effectuer un atterrissage d'urgence. Blessé, il sera temporairement remplacé par l'Oberleutnant Quaet-Faslem. En seulement deux jours, le I./JG 53 descendit 24 avions avant de migrer de nouveau plus à l'est pour ajouter encore 40 victoires jusqu'à la fin du mois,.

#### Gloires et attritions
L'ex chef du II./JG 53 le Major Wilhelm Spies prit la tête du I. Gruppe le 1er août. Dès lors, l'unité va couvrir l'avance de la 6e armée sur Stalingrad dans une folle course aux victoires. Pourtant, le Bf 109G plus lourd que son prédécesseur demeurait impopulaire, même après l'ajout de deux canons de 20 mm en gondole accroissant sensiblement la puissance de feu, un armement nécessaire pour lutter contre les robustes Il-2 dont Wilhelm Crinius et le fraichement débarqué Heinz Golinski s'en feront une spécialité. Le 4 août, le I./JG 53 se rapprocha un peu plus du Don, non sans conséquence pour la logistique, sans compter la poussière, la chaleur et les moustiques. Tout le personnel s'abritait sous de simples tentes et les pilotes effectuaient trois ou quatre missions quotidiennes, parfois le double à l'occasion, avec souvent 10 à 12 victoires par jour, et près de 20 le 5 août. Tonne comme Müller ont déjà dépassé les 40 succès, Zellot suivant à quelques longueurs,. L'activité s'accéléra encore le 8 août avec l'encerclement des dernières poches de résistances du Don. Durant quatre jours, une soixantaine d'appareils sont descendus mais le Leutnant Helmut Macher est capturé tandis que l'Oberfeldwebel Heinrich Leschert est tué ; tous deux possédaient 23 victoires. Le 12, nouveau déménagement et des attaques en masse d'avions soviétiques jusqu'au lendemain : environ 60 d'entre eux tombent sous les tirs du I./JG 53 dans ce qui reste la période phare du mois d'août. Les averses de pluie n'entravèrent que légèrement les sorties qui se concentrèrent désormais aux alentours, puis au-dessus de Stalingrad. À ce titre, le groupe joua un rôle essentiel, réalisant de nombreuses patrouilles et escortant les bombardiers. Quaet-Faslem (41 victoires) prit dans l'intervalle les rênes du I./JG 3 et la 2. Staffel revint à Zellot. Avec plus de 70 victoires dont 44 en août, ce dernier devient l'as n° 1 de la « Pik As ». Tonne et Müller sont désormais à plus de 60 tandis que Crinius et Alfred Franke tournent à 50,.
Lors de la première semaine de septembre, le I./JG 53 remporta une dizaine de succès en moyenne. Zellot et Tonne reçurent la croix de chevalier mais les nombreux combats incessants finissent par peser physiquement. La 1./JG 53 perd l'Unteroffizier Helmut Peissert (plus de 30 victoires) tué le 4 tandis que le Stab I./JG 53 doit se passer de Hans Kornatz (25) blessé le 8. Le lendemain, le Feldwebel Crinius remporte la 1 000e victoire du groupe, pas de quoi pavoiser cependant car la 2.Staffel reçoit un sérieux revers avec la disparition de l'Oberfeldwebel Alfred Franke dont les 59 succès lui vaudront posthumément la Croix de Chevalier. Du 7 au 9 pourtant, le I./JG 53 vient de revendiquer près de 90 victoires, un taux inégalé. Mais 24h plus tard, nouveau coup dur quand le Leutnant Walter Zellot est touché par un tir au sol. L'as aux 85 victoires s'éjectera trop bas pour que son parachute ne se déploie. Le même jour, le Feldwebel Franz Hagedorn de la 3./JG 53 meurt à son tour après avoir cumulé une trentaine de succès. Cette journée coïncida avec le déplacement du groupe à Pitomnik (en) basé seulement à 20 km de Stalingrad. Mais les récentes pertes associées au manque d'avions obligèrent les 1. et 2./JG 53 à ne faire qu'un sous la responsabilité de l'Oberleutnant Müller. À Pitomnik, l'activité ne désemplit pas malgré le thermomètre qui dégringola au milieu du mois. Particulièrement actif, Müller qui enchaîne les succès multiples et atteint le premier la barre des 100 victoires le 19 septembre. Trois jours plus tard, Crinius et Tonne réalisèrent le même exploit et tous trois se verront officialisés des feuilles de chêne. L'absence des trois as en congé ne ralentit pas l'activité du reste du groupe, qui se concentra au nord de Stalingrad où la situation de la 6e armée n'est guère enviable. Le I./JG 53 ne verra cependant pas la suite des événements puisque après avoir laissé ses chasseurs au I./JG 3 qui prendra la suite, le groupe repart sans transition en Sicile.
L'épopée du I./JG 53 n'en demeure pas moins remarquable puisqu'en l'espace de quatre mois seulement, le groupe vient d'amasser plus de 900 victoires, mais perdit également une vingtaine de pilotes (capturés ou tués), parmi lesquels des as confirmés ou en devenir. Hormis Walter Zellot et Alfred Franke, une douzaine d'as titulaires de 10 à 30 victoires ne rentreront pas. Des survivants figure le Leutnant Hans Röhrig, présent à la 3./JG 53 depuis mai 1941. N'excellant pas au tir, Wilhelm Crinius le prit sous son aile et Röhrig montera en puissance jusqu'à atteindre plus de 50 victoires en temps record. Transféré de Sicile début août, le Leutnant Fritz Dinger porta son score à 48 alors qu'un autre vétéran l'Oberfeldwebel Ludwig Reibel tourne autour de 30 victoires. Parmi les nouveaux venus, les Unteroffizier Heinz Golinski et Marian Mazurek, avec leurs 46 et 28 premières victoires de leur carrière. Enfin et bien que blessé, le vétéran Hans Kornatz pourra néanmoins rempiler avant la fin de l'année.

#### Dunes nord-africaines
Le III./JG 53 accueillit son nouveau chef une fois à Martuba, le Major Erich Gerlitz précédemment Kommandeur du II./JG 27, et c'est sous les ordres de la JG 27 que le Gruppe allait désormais opérer. Sont du voyage le III./St.G 3 de Stuka ainsi que deux Staffeln du III./ZG 76 de chasse lourde. Le 26 mai, l'Afrika Corps et les forces italiennes lancèrent une offensive terrestre et dès le lendemain, l'Oberfeldwebel Werner Stumpf remporta le premier succès du III./JG 53 sur un Curtiss P-40. Bien que l'attaque se déroula par surprise, au sol régnait la plus grande confusion et afin d'éviter tout tir fratricide, les frappes aériennes durent être avortées à maintes reprises. Les tempêtes de sable n'amélioraient pas non plus la situation ; malgré tout, le groupe descendit 10 Curtiss du 30 au 31 mai, dont 2 pour le Hauptmann Belser et autant pour le Leutnant Jürgen Harder de la 7./JG 53 pour sa 15e victoire.
L'avance s'enlisa début juin mais reprit cependant très vite, engendrant de nombreuses missions d'escorte. Le III./JG 53 remporta une quinzaine de succès les neuf premiers jours, dont 5 pour le Leutnant Ernst Klager (7./JG 53) qui atteint les 20 victoires, tandis que Belser franchit la barre des 30. Le 12 juin, la 10.(Jabo)/JG 53 rejoignit à son tour Martuba. Le III./JG 53 participa également à l'opération Vigorous deux jours plus tard, en fournissant toute la journée une couverture aérienne aux Stuka qui mirent plusieurs coups au but. Les pilotes y descendirent 7 appareils de tous types, un Hurricane faisant la 40e de l'Oberfeldwebel Stumpf. Le 15, la seule 8./JG 53 s'envola tôt le matin pour Maleme en Crête afin d'opérer au plus près du convoi mais croisa sur sa route une quinzaine de Beaufort et Beaufighter. La Staffel revendiqua 8 bimoteurs en quelques minutes, dont un triplé pour le Kapitän Helmut Belser, et des doublés pour le Leutnant Dietrich Kasten et le Feldwebel Alfred Seidl (13e et 12e victoires). La suite depuis Maleme ne donna aucun résultat tangible et Vigorous s'acheva le lendemain. Le 17 juin, le III./JG 53 avança plus à l'est à Gazala accueilli l'après-midi par une attaque aérienne britannique, causant un blessé grave parmi les pilotes. Le 18, les Anglais abandonnaient leurs bases libyennes pour se replier en Égypte. La journée du lendemain fut marquée par la mort tragique de Helmut Belser lors d'un vol de convoyage qui tourna court. L'as aux 36 victoires recevra à titre posthume la Croix de Chevalier et l'Oberleutnant Ernst Klager prit sa succession. Les forces germano-italiennes attaquèrent Tobrouk le 20 juin où les III./JG 53 et JG 27 jouèrent à nouveau leur rôle même si la chasse anglaise en provenance d'Égypte se montra peu. Les JG avancèrent plusieurs fois vers l'est mais c'était sans compter sur les nuages de sable, les livraisons insuffisantes d'essence et les frappes aériennes des Alliés qui purent efficacement se retrancher à El Alamein.

#### Coup d'arrêt
L'Afrikakorps tenta de les déloger dès le 1er juillet mais se cassa les dents face aux contre-attaques répétées des Britanniques, incapable de fournir un soutien aérien aussi appuyé que son adversaire. Seuls 22 Stuka étaient opérationnels et autant de Messerschmitt pour toute la JG 27 et le III./JG 53 ! Ce dernier perdit d'ailleurs Ernst Klager capturé le 3 juillet. Les Allemands subissaient jour et nuit un flot constant d'attaques aériennes. Faute de pouvoir accrocher les bombardiers trop bien protégés, les Bf 109 s'en prenaient à leur alter ego ; Franz Götz chef de la 9./JG 53 remporta ainsi le 6 ses 39e et 40e victoires. Les jours suivants, le groupe à l'instar de la 10.(Jabo)/JG 53 délivrèrent eux-mêmes des frappes au sol,. Le 13 juillet, Rommel tenta à nouveau un assaut sur El Alamein, redoublant d'autant plus les assauts aériens, cependant toutes repoussés. Les Britanniques répliquèrent trois jours plus tard mais piétinèrent tout autant malgré leur supériorité numérique. La Luftwaffe est pourtant aux abois, avec un manque criant d'avions et de carburant et perpétuellement sous les bombes anglaises. Le 26, le III./JG 53 subit même une attaque terrestre de véhicules armés qui détruisent dix Junkers 52, 87 et 88. Cet assaut visait à préparer une percée des Alliés qui échouera cependant le lendemain, mettant fin à la première bataille d'El Alamein.
L'activité se limita début août à des frappes au sol de la part de la 10.(Jabo). Du 4 au 15 août, le III./JG 53 s'employa largement à couvrir les convois et mena également des interceptions grâce à l'installation d'un radar Freya. Dans l'intervalle le 13 août, l'Oberfeldwebel Werner Stumpf reçut la croix de Chevalier pour ses 40 succès. Le Gruppe perçut également de nouveaux pilotes qui purent d'emblée « juger » des spécificités locales, telles les puces des sables ou encore les raids nocturnes. Les deux camps se retrouvaient en stand-by et songeaient avant tout à se rééquiper. Mais alors que les Alliés bénéficiaient d'une ligne d'approvisionnement sure, il en était tout autre pour l'Axe. Disposant de peu de moyens, Rommel planifia néanmoins une percée déclenchée le 31 et le III./JG 53 escorta toute la journée des Stuka sur zone. Seul vainqueur, l'Oberfeldwebel Josef Kronschnabel qui descendit son 14e adversaire avant de se faire capturer après un tir de DCA. À la fin de la journée, la 10.(Jabo)/JG 53 fusionna avec son homologue de la JG 27 pour former le Jabo-Gruppe Afrika. L'assaut perdura encore deux jours, mais trop occupés à couvrir les Junkers, les Bf 109 ne purent se concentrer sur les bombardiers ennemis. La JG 27 infligea de lourdes pertes aux chasseurs mais les troupes au sol germano-italiennes se retrouvaient à la merci des attaques aériennes. L'attaque fut finalement vaine et stoppée par manque de carburant.

#### Sur le reculoir
Il devenait clair que le prochain assaut viendrait des Alliées. Priorité absolue pour la Luftwaffe d'assurer une couverture aérienne de sa ligne de ravitaillement. Cette tache incomba une nouvelle fois au III./JG 53 , impliquant de dispatcher le groupe ici et là afin d'assurer les nombreuses taches. Le 9 septembre, une violente tempête de sable cloua tout le monde au sol, accentuant davantage la monotonie de la vie des hommes qui bénéficiaient déjà peu de distractions à terre. Les nouveaux pilotes arrivants côtoyaient les anciens aux carnets de vol bien remplis, tel Franz Götz qui reçut lui aussi la Croix de Chevalier au début du mois. Le 14 septembre, Tobrouk subit une attaque par la mer que les Germano-italiens parvinrent à mettre en échec. Les semaines suivantes furent occasionnellement consacrées à des missions longues portées sur l'arrière Egypte. Le III./JG 53 essuya deux attaques successives dans la nuit du 22 au 23 septembre mais put fournir six jours plus tard dix chasseurs dans une escorte de Stuka. L'Oberfeldwebel Seidl y remporta son 17e succès et récidiva le lendemain pour sa troisième victoire de septembre, réalisant avec Werner Stumpf plus de la moitié des scores du mois.

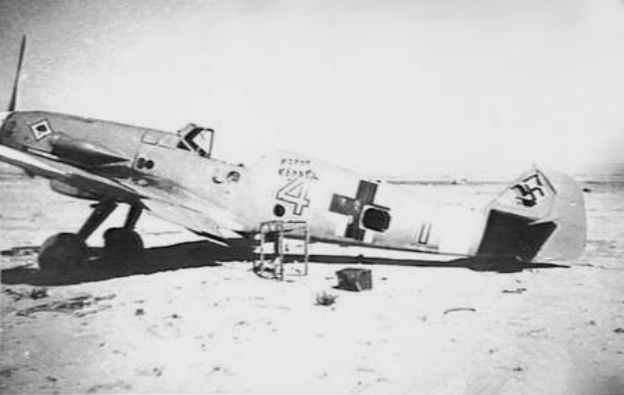
Un appareil codé 4 jaune de la 9. Staffel abandonné seul en plein désert en 1942.

Des tempêtes de pluie s'abattirent sur les terrains allemands dès le 3 octobre, transformant la zone en un véritable lac. Entre-deux pourtant, les missions d'escorte se poursuivaient. Les difficultés de la Luftwaffe n'échappèrent pas aux Anglais qui lancèrent toute la journée du 9 octobre pas moins de neuf raids. 47 avions anglais allèrent au tapis, dont 26 en combat aérien, le reste par la Flack. Le III./JG 53 revendiqua 9 victoires, dont 4 pour le Leutnant Harder, mais compta aussi 13 avions détruits au sol et un blessé léger,. Le 13 octobre, des combats sur la ligne de front apportèrent encore 6 succès, dont 3 pour Werner Stumpf (victoire 46 à 48) mais l'as fut victime de la DCA à basse altitude. Ainsi périt une nouvelle fois une figure du III./JG 53. Les 16 au 18 octobre laissèrent cette fois place aux tempêtes de sable avant que la RAF n'use de sa supériorité aérienne pour frapper à la fois les aérodromes, les routes et les ports. La détection radar permettait le décollage des Bf 109 à temps, mais leur faible nombre ne posait guère problème à l'adversaire. Le 26, Harder remporta le dernier succès pour sa 29e victoire (sa 10e en octobre) avant que le groupe trop affaibli ne rentre en Italie, laissant derrière lui bon nombre d'appareils endommagés.

#### Acharnement
Pendant ce temps-là, les forces en Sicile réduites aux seuls Stab, II./JG 53 et les Italiens, se limitèrent à des patrouilles tandis que le peu de bombardiers opéraient uniquement de nuit. Grâce à leur système radar, les Anglais menaient des interceptions efficaces, et les aller retours du HMS Eagle amena à 100 le nombre de Spitfire disponibles, flanqués de 60 bombardiers de tous type. Ces avions frappèrent à leur tour des ports et bases Siciliens et Italiens le 11 juin, ce qui permit le lancement simultané de deux convois en provenance de Gibraltar et d'Egypte fortement escortés (opérations Vigorous et Harpoon). Le reste du mois, la JG 53 se contenta de patrouilles de chasse. La perte de Tobrouk par les Alliés le 21 juin et l'approvisionnement suffisant par ses propres convois donna aux Allemands une opportunité d'avancer en l'Egypte, faisant finalement passer la prise de Malte au second plan. Néanmoins, l'île disposait de suffisamment d'avions pour poser problème et Kesselring opta pour un rééquilibrage des forces en Sicile, à défaut d'une supériorité aérienne. La JG 53 sicilienne n'officialisa que 18 victoires en juin, Rudolf Ehrenberger portant son score à 31. Comiso reçut alors le renfort du I./JG 77 ainsi que deux Gruppen de la KG 77,.
Désormais en effectif suffisant, le pilonnage des bases adverses reprit dès le 1er juillet de jour comme de nuit. Allemands et Italiens se partageaient les objectifs ce qui amena à d'âpres combats aériens : près de 30 Spitfire abattus en dix jours, dont 6 pour le l'Oberfeldwebel Herbert Rollwage (5./JG 53),. Le 10 juillet, le II Fliegerkorps pensait déjà maîtriser le ciel et se lança dans des raids diurnes plus massifs. Le 11, une grande force de frappe décolla de Sicile, réédité par deux fois le lendemain et jusqu'au 14 juillet, avec des succès du Leutnant Frans Schiess (20e victoire), Rollwage (26e) et Ehrenberger (32e). Cependant et encore une fois, les événements en Afrique du Nord et plus particulièrement à El-Alamein bouleversèrent les plans prévus. L'entièreté de la KG 77 présente en Sicile fit mouvement en Crête tandis que le II./JG 53 prit la direction de Tobrouk le 17 juillet. Trois jours plus tard, ils effectuèrent plusieurs missions sans résultats et retournèrent à Comiso…le jour même ! L'île avait bien entendu profité de l'accalmie pour se renforcer et disposait de 140 avions. L'amputation des forces en Sicile impliqua logiquement l'arrêt des frappes massives et l'attention se reporta sur les attaques britanniques pouvant entraver le ravitaillement vers l'Afrique. Mais la multitude des taches incombant aux pilotes devint vite insurmontable, à l'instar du Kommodore Günther von Maltzahn, désormais trop occupé aux tâches administratives pour voler.
L'opération Pedestal marqua le mois d'août dont les plus gros combats se déroulèrent du 11 au 13. La JG 53 y participa mais peu de combats aériens auront lieu dans les faits. Malgré la perte d'un grand nombre de navires, l'opération permit d'assurer aux Alliés un approvisionnement conséquent pour plusieurs mois, et Malte pouvait dès lors reprendre ses attaques sur les convois germano-italien. À la mi-août, les Stab, II./JG 53 et le I./JG 77 renouèrent avec les patrouilles de routine, mais le renforcement des Anglais poussa les Allemands en position défensive. Le 19 août, les anciennes machines laissèrent place à de nouveau Bf 109G-2 tropicalisés, qui s'usèrent cependant rapidement à cause des décollages en alerte à répétition à la fin du mois. Gerhard Michalski remporta 4 des 7 victoires durant cette période et reçut la Croix de Chevalier en tant que Kommandeur du II./JG 53 auquel il combat depuis le début. En septembre, le gros des missions se focalisa désormais sur la protection des terrains siciliens et des convois, limitant la plupart du temps les rencontres aériennes. Le ravitaillement de l'Afrika Corps partait d'Italie via la Grèce, et enfin les ports libyens. Ces escortes de navires exigeaient l'emport de réservoirs externes mais même ainsi équipés, les Me 109 disposaient d'une autonomie limitée. C'est pourquoi les chasseurs restaient occasionnellement sur le sol africain pour refaire le plein avant de repartir, ou demeuraient sur place pour fournir de nouveaux chasseurs à la JG 27, voire y effectuer sporadiquement quelques sorties.

#### Assauts illusoire
Décidée à amasser le plus de forces possibles, l'Axe réunit près de 200 bombardiers et put compter sur le rapatriement des I./JG 53 et I./JG 27, en plus de trois groupes de chasse de M.C.202 italiens. L'offensive sur l'île reprit le 10 octobre avec toujours l'objectif prioritaire d'annihiler les défenses aériennes de l'île. Malgré l'épuisement et moins de 80 Bf 109 opérationnels, les Allemands vont devoir remettre le couvert et escorter les Ju 88 sans interruption. La JG 53 entra en jeu le 11 octobre et le Leutnant Franz Schiess remporta l'unique succès pour la perte d'un pilote. Deux autres disparurent le lendemain même si Ernst-Albrecht Schultz, Michalski et le récent Ritterkreuz Hans Röhrig furent en mesure d'abattre quatre Spitfire,. Dès lors, les missions d'escorte redoublèrent de plus belle. Le 15, l'Unteroffizier Marian Mazurek remporta son 30e succès puis un doublé le lendemain, mais l'Unteroffizier Heinz Golinski se fit descendre tragiquement après avoir descendu son 47e adversaire. Face aux pertes grandissantes en bombardiers, Kesselring demanda plus de cohésion entre chasseurs et Junkers mais rien n'y fit. Les frappes continuèrent jusqu'au 19 octobre mais en dix jours, la Luftwaffe avait perdu 38 avions pour un résultat insignifiant sur Malte qui restait imprenable. Au vu de la situation à El Alamein, un détachement du I./JG 53 opéra pour défendre les ports de Tobrouk et Benghazi, avant de rentrer le 12 novembre pour se rééquiper, à l'instar du III./JG 53 rentré d'Afrique quelques jours plus tôt. Ce dernier se déplaça entre-temps à Elmas en Sardaigne le 7 novembre pour parer un éventuel débarquement d'un important convoi. 24 h plus tard, ledit convoi débarquait plus de 100 000 hommes sur les plages marocaines et algériennes.

#### La Tunisie
Dès le 8 novembre, la JG 53 se posa donc en Tunisie sans le I. Gruppe qui suivra deux semaines plus tard. Sur place, la situation est préoccupante mais non critique. L'escadre doit cependant sauvegarder à la fois les routes aériennes et maritimes de Méditerranée, mais également défendre la Tunisie d'est en ouest. Fraîchement débarqués, les Alliés sont encore loin de leurs objectifs, ce qui laissa un court répit à Luftwaffe. Von Maltzahn reçut ainsi le renfort les 12 et 16 novembre du II./JG 51 puis des Fw 190 de la 11./JG2 de l'Oberleutnant Julius Meimberg. Ils ne feront pas le déplacement pour rien, multipliant bientôt les sorties en tout genre conjointement avec la JG 53 dont les pilotes sont coutumiers de ce genre d'exercice, tel le Leutnant Jürgen Harder qui arrondit son score à 30 le 19 novembre. À la même époque, les I. et II. Gruppe sont placés aux ordres des vétérans Friedrich-Karl Müller et Franz Götz, la 9./JG 53 de ce dernier revenant à Hans Röhrig. À peine installé à Djedeida, les deux unités se retrouvèrent le 26 novembre sous le feu d'une vingtaine de chars Grant qui détruisirent 24 Ju 87 et 7 Me 109, mais aucun de la JG 53 qui purent s'envoler à temps. Unique vainqueur, l'Oberfeldwebel Stefan Litjens - de retour depuis plus d'un an de convalescence – qui descendit l'après-midi son 24e adversaire avec la 4./JG 53 sous les ordres du Leutnant Fritz Dinger. Jusqu'ici, la JG 53 comptabilisait une quinzaine de succès en Tunisie, pour la plupart sur des Spitfire. Les 27 et 28 novembre seront les journées les plus chargées (12 victoires), avec pour les premières rencontres avec des appareils américains. À la fin du mois, le III./JG 53 quitta définitivement l'Afrique et rentra en Sicile,.
Perdant de l'élan, les Alliés s'enlisèrent dans les montagnes hivernales à l'ouest de Bizerte et Tunis. Le 1er décembre, le Leutnant Wilhelm Crinius se relança en poivrant deux Spitfire (101 et 102e victoires) venus attaquer le terrain de Gela . Deux jours plus tard, un combat apporta le succès entre autres à Ludwig Reibel, Franz Schiess et von Maltzahn mais rien en comparaison du lendemain. Ce 4 décembre, 18 avions sont descendus, dont 12 Bisley qui passaient à proximité de Mateur alors base de la JG 53. Le Feldwebel Erich Paczia (6./JG 53) remporta un quadruplé, un triplé pour l'Oberleutnant Meimberg et Fritz Dinger qui franchit la barre des 50,. Les sorties se poursuivirent les deux jours suivants, avec des nouveaux succès de Paczia, Dinger, Litjens, Schiess et Meimberg, ces deux derniers parvenant à 30 victoires, Litjens suivant non loin. L'activité fut interrompue par d'intenses pluies du 8 ou 9 qui noyèrent les lieux sous des trombes d'eau, avant de reprendre timidement le 12 décembre, l'occasion pour l'Oberfeldwebel Rollwage de s'illustrer. Le 18, la JG 53 subit à Bizerte un raid de 40 B-17 dont un tomba sous les coups de l'Oberstleutnant von Maltzahn, des redoutables adversaires à l'instar des Spitfire IV et des P-51. Deux jours plus tard, plusieurs avions du I./JG 53 désormais au complet effectuèrent une attaque sur des bases anglaises et perdit l'as aux 38 victoires Ludwig Reibel touché par la DCA. Faible compensation, le Leutnant Dinger se vit remettre la croix de Chevalier le 23,. La 5./JG 53 d'Ernst-Albrecht Schultz remporta les six dernières victoires de 1942, les 21 et 22e pour ce dernier et la 35e pour Rollwage, une année qui se termina par un statu quo de la part des deux camps.

### De part et d'autre de la Méditerranée (1943)

#### Dernier bastion africain
La nouvelle année débuta par une série d'attaques allemandes sur le port de Bône qui se prolongèrent durant plusieurs jours. La JG 53 fournit l'escorte et descendit nombre de Spitfire, notamment sous les tirs de Wolfgang Tonne et Wilhelm Crinius ; l'Oberfeldwebel Litjens et le Hauptmann Michalski parvinrent eux à 30 et 50 victoires. Le 3 janvier, l'Oberfeldwebel Günther Seeger de la 11./JG 2 se met à son tour l'honneur avec une triple victoire (27 à 29). Les Britanniques ne sont pas en reste et lancèrent eux aussi des raids sur Tunis et Bizerte. Jusqu'ici, c'est le Leutnant Crinius qui se montra le plus actif avec 7 victoires en huit jours, pour un score de 114. Mais le 13, l'as ne pourra ramener son 109 endommagé et se crashera en mer. Il sera retrouvé 24h plus tard par des marins arabes et français et fait prisonnier. Dès le 18 janvier, la JG 53 et la 11./JG 2 effectuèrent davantage de frappes au sol, tout en assurant les missions de chasse. Mais comme à l'accoutumée, et malgré le renfort de plusieurs Gruppen, ces nombreuses missions réduisirent rapidement le nombre d'avions disponibles. Le 22, il devint critique quand un raid de B-17 frappa durement la région tunisoise, laissant 27 Ju 52 et 18 Me 109 à l'état d'épave ainsi que 200 morts et 300 blessés, dont de nombreux arabes. Le Feldwebel Hermann Staege (11./JG 2, 15 victoires) fait partie des victimes,. La JG 53 se retrouva pleinement sollicité toute la journée du 29 janvier, mais perdit le surlendemain le chef de la 2./JG 53 le Leutnant Hermann Munzert (20 victoires) gravement blessé, qui décédera six jours plus tard.
Le 1er février, une interception de B-17 entraîna cette fois la disparition d'Erich Paczia (16 victoires) qui percuta un B-17 et la blessure de l'Oberleutnant Julius Meimberg ; la 11./JG 2 qu'il commandait sera dissoute et incorporée à la JG 53. Les premières journées du mois se résumèrent souvent à des patrouilles défensives,, avant que l'activité ne soit globalement entravée par les mauvaises conditions météos. Le seul Stab appuya durant les 14 et 15 février les 10e et 21e Panzerdivision lors de la Bataille de Sidi Bouzid. Le lendemain, von Maltzahn confia la 8.Staffel en Sicile à l'Oberleutnant Franz Schiess en récompense de ses 37 victoires. Du reste, les mauvaises conditions de vol entraînèrent de nombreux accidents matériels et les sorties sur Bône devinrent impopulaires : en cause la DCA mais aussi la présence de Spitfire Mark IV. Le meilleurs succès du mois eut lieu le 24 avec 6 victoires pour II./JG 53 au-dessus du golfe de Tunis. Deux jours plus tard, la JG 53 participa à la bataille de Sidi Nsir mais les mitraillages à basse altitude étaient peu adaptées aux fragiles Bf 109 et guère du goût des pilotes, à l'instar du Hauptmann Friedrich-Karl Müller qui protesta en vain pour prioriser les missions de chasse.
Outre le danger des attaques au sol, l'opération révéla l'inefficacité du Bf 109 à intercepter efficacement les quadrimoteurs américains. En revanche, son association au Ju 87 Stuka demeurait tout aussi efficace qu'indispensable. Le 7 mars, le vétéran Ernst-Albrecht Schultz se blessa à atterrissage avant d'être gravement touché dans la foulée par un raid ; il n'engendrera plus aucun succès par la suite. La JG 53 reçut peu de temps après le renfort de la 11./JG 26 précédemment détachée au II./JG 51. Peine perdue, la « Pik As » est submergée tant les tâches sont multiples et compte moins de cinquante chasseurs opérationnels sur le sol tunisien, avec pour conséquence, peu de succès enregistrés,. Ils reprirent à nouveau dès le 20 mais la JG 53 perdit en cinq jours autant de pilotes tués ou capturés, dont deux Staffelkapitän. À la même période, les Alliés venaient de lancer une offensive au centre du pays. Sentant le vent tourner, le pragmatique von Maltzahn fit le nécessaire pour préparer le retour de son escadre en Sicile, tandis que Wolfgang Tonne réalisait la dernière des quelque 30 victoires du mois, sa 116e personnelle,.

#### Soutien arrière
Pour le III./JG 53 rapatrié en Sicile, la tache principale consistait à escorter les avions de transport pour la Tunisie, et occasionnellement des appareils de reconnaissance sur Malte, tout en défendant les ports, points de départ des convois. La première sortie eut lieu le 3 décembre 1942, mais l'inactivité globale dans le secteur entraînera des congés bien mérités pour beaucoup de pilotes du groupe. En janvier 1943, les reconnaissances aériennes menées par des Sptifire forcèrent les Allemands à intervenir, sans succès toutefois en raison de la vitesse de pointe de ces appareils. Reparti sur différents terrains, le III./JG 53 ne pouvait également fournir qu'une escorte limitée aux Ju 52, eux-mêmes présents en sous-nombres en raison de la demande sur le front de Stalingrad.
Le groupe aura peu à se mettre sous la dent en février mais sera en mesure de procurer le mois suivant - et dans la mesure du possible – une protection aux ravitaillements aériens et maritimes jusqu'en Tunisie. Mais la situation sur place exigea bientôt deux allers-retours par jour au-dessus de la Méditerranée, accentuant le stress permanent du survol de la mer. Le 22 mars, Palerme se retrouva la cible d'une formation de Fortress dont deux tombèrent sous les coups de l'Oberleutnant Harder (victoires n°33 et 34) et de l'Oberfeldwebel Günther Seeger (31), ce dernier descendant encore un B-25 le 31 mars sur une triple victoire de son escadrille. À la même période, l'unité du Hauptmann Götz se retrouva dispatchée entre la Sicile (Gruppenstab et 7. Staffel), la Tunisie (8./JG 53) et la Sardaigne pour la 9./JG 53, l'île étant également désormais dans le viseur des bombardiers alliés.

#### Fin de la Tunisie
En Afrique, les Alliés lancèrent le 5 avril l'opération Flax dans le but de détruire les moyens aéroportés de l'Axe, et ainsi casser leur ligne de ravitaillement Sicile-Tunisie. Plus de 20 Ju 52 furent détruits ou abattus en vol ce jour-là, et trois fois plus endommagés, et ce en dépit de l'intervention de la chasse, dont 8 succès pour la JG 53, principalement par la 4. Staffel de Fritz Dinger qui obtint un doublé, un Spitfire faisant également la 40e de l'Oberleutnant Schiess,. Le lendemain, deux précieux cargos furent coulés par des B-17 tandis que la 8e armée britanniques gagnait du terrain. Les 10 et 11 avril, 42 avions de transport germano-italiens tombèrent à nouveau, la « Pik As » se défaisant de 6 Spitfire, dont deux pour le Hauptmann Tonne. Bientôt, des Bf 109G-6 firent leur apparition munis de deux canons en gondole, mais aux prix d'une baisse des performances,. Les Alliés traquaient la Luftwaffe continuellement de part et d'autre de la Méditerranée. L'après-midi du 18 avril connue sous le nom de « massacre du dimanche des rameaux » vit la destruction de 24 Ju 52 au combat et 35 autres endommagés au large du cap Bon, malgré la dizaine de victoires des Gruppen des Hauptmann Müller et Michalski. Le lendemain, la JG 53 revendiqua autant d'appareils lors de différentes escortes et interceptions. Le 20, l'escadre perdit douze appareils détruits au sol ainsi que cinq pilotes au combat, parmi lesquels Wolfgang Tonne : vainqueur d'un triplé, l'as célébra son succès avec une manœuvre osée mais mésestima son altitude et se crasha près du terrain. Müller fut particulièrement affecté par la perte de son ami, dont les 122 victoires ne seront jamais dépassées au sein de la « Pik As ». Deux jours plus tard, les Alliés coupaient net l'approvisionnement en carburant en abattant quatorze Me 323 chargés d'essence.
Les maigres réserves permirent encore d'assurer quelques combats entre deux météos favorables, les as confirmés apportant encore leur contribution. Le 30 avril, les derniers navires allemands et italiens tentèrent d'approvisionner la Tunisie, en vain. Le même jour, Stab et I./JG 53 quittèrent l'Afrique en laissant leurs appareils au II. Gruppe. Ce dernier tiendra encore une semaine tout comme les éléments du III./JG 53 en provenance de Sicile et de Sardaigne. Début mai, c'est le grand départ par mer et par air et les mécaniciens sont même transportés dans l'étroit fuselage des Bf 109. Fidèle à sa réputation, le Kommodore von Maltzahn mit ainsi un point d'honneur à ce que la plupart des hommes de son unité puissent évacuer à temps. Le 7 mai, les deux principaux ports de Tunis et Bizerte tombaient aux mains des Alliés. Dans la soirée du 8, les Oberleutnant Harder et Schiess menèrent depuis la Sicile, la dernière mission à l'est du cap Bon et revendiquèrent chacun deux chasseurs (sur cinq abattus) mais au prix de deux ailiers. Ayant réussi à quitter la Tunisie sans trop de casse grâce aux efforts de son Kommodore, la JG 53 devra toutefois rempiler pour défendre la Sicile. Les 10 mai, le III. Gruppe intercepta un raid et assura le lendemain les derniers rapatriements avant la reddition finale des forces de l'Axe en Afrique du nord. L'escadre  perdit en Tunisie 75 pilotes et 159 avions en contrepartie de 277 victoires aériennes.

#### Défense du canal de Sicile

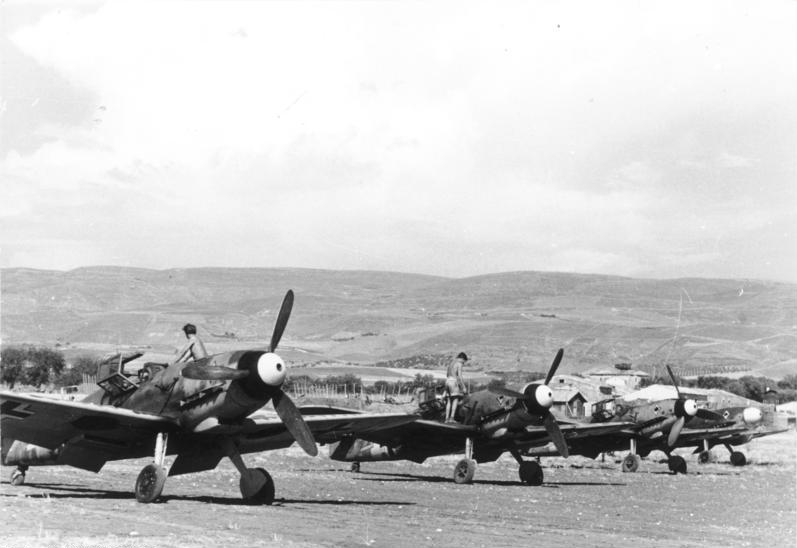
Bf 109G du II./JG 53 à Comiso le 22 mai 1943.

Répartie sur plusieurs terrains, la JG 53 se renforça de nombreux jeunes pilotes en provenance du JGr. Süd d'entraînement, mais beaucoup maîtrisaient encore mal leur appareil. Parmi le lot toutefois, un vétéran devenu instructeur, le Leutnant Herbert Broennle, 57 victoires avec la JG 54 et récent porteur de la croix de Chevalier. La Sicile était désormais dans le collimateur des Alliés, mais il faudra attendre la mi-mai pour voir des raids de grandes ampleurs. La difficulté à abattre les B-17 entraîna l'idée d'employer une tactique développée au sein de la JG 1 en Europe, à savoir larguer des bombes de 250 kg au milieu des formations ennemies. D'une efficacité très limitée, cette méthode le sera d'autant moins en Méditerranée faute de supériorité aérienne. Jusqu'ici, le III. Gruppe assurait la majorité des succès de la JG 53 pour défendre la Sicile, ses avions ayant été épargnés par les combats en Tunisie. En tête, le trio Roehrig - Harder - Schiess, ce dernier s'offrant sa 50e le 21 mai. Cinq jours plus tard débutaient des frappes de plus grande envergure mais seul le II./JG 27 du Hauptmann Werner Schröer également présent en Sicile tirait son épingle du jeu face aux bombardiers lourds américains,. Jurgen Harder quitta bientôt la 7. Staffel pour raison personnelle.
Début juin, la JG 53 opéra au-dessus de Pantelleria tenue par les Italiens. Malgré le flot de sorties, l'île se rendit sous les seuls coups de boutoir des Alliés le 10 juin. Trois jours plus tard, Lampedusa, Linosa et Lampione tombaient à leur tour, tout comme le Feldwebel Marian Mazurek (35 victoires) touché le 9 juin par les tirs d'un B-24. Pantelleria fit encore l'objet d'attention des Allemands du 13 au 15 juin avant que des raids ennemis ne détruisent ou endommagent douze Bf 109 sur les bases de Sciacca puis Comiso (15 et 17 juin). Ce même jour coïncida avec le départ du I./JG 53 à Vibo Valentia en Italie. Le lendemain, c'est au tour de Gerhard Michalski d'être blessé au combat, l'as ne reprenant sa place que fin septembre. Seul réconfort avec la remise le 21 juin de la Croix de Chevalier pour Franz Schiess et Stephan Litjens. Jusqu'ici, les victoires allaient bon train, en témoignent les 40e succès des Oberfeldwebel Ehrenberger et Rollwage, mais peu de bombardiers avaient été abattus et c'est bien eux qui causaient préjudice. C'est pourquoi l'inspecteur de la chasse Adolf Galland décida d'employer les grands moyens en utilisant l'entièreté de la JG 53 de von Maltzahn et toute la JG 77 de Johannes Steinhoff en une seule mission afin d'infliger le maximum de pertes à l'ennemi. L'opportunité se présenta le 25 juin mais se solda par un échec à cause du manque de visibilité et la perte du contrôle radar au sol. Göring exigea des responsables mais l'affaire ne donna pas suite,. Le 29, le II./JG 53 subit une attaque de Spitfire sur sa base qui détruisirent un Bf 109 et un endommagèrent deux autres. Cinq Anglais allèrent au tapis dont deux par la Flack. Malgré ce succès, le groupe trop exposé remonta plus au nord tout comme le III./JG 53 avant lui.
Les Alliés lancèrent alors une série de raids du 3 au 9 juillet sur les aérodromes de la Luftwaffe. Ces frappes souvent au nombre de trois par jour, épuisaient inlassablement les pilotes allemands tout comme ils décourageaient leurs mécaniciens, observant impuissants la destruction d'avions sur lesquels ils avaient œuvré durant des heures. Les pièces détachées faisaient également défaut et les moyens de communications détruits lors des frappes n'arrangèrent en rien l'état de la situation. Enfin, la température (jusqu'à 55 °C relevée en cette saison) brûlait le métal autour des cockpits. La JG 53 remporta une quarantaine de victoires lors de cette semaine chargée (dont 16 entre les 8 et 9 juillet) mais perdit six pilotes dont deux Staffelkapitän, parmi lesquels Herbert Broennle qui n'aura amélioré son score que d'une petite victoire. À l'inverse, Friz Dinger ne se priva pas pour décrocher cinq succès tandis que quatre autres pilotes (dont Rollwage et Roehrig) en remportaient quatre,,. Le 10, les Alliés débarquèrent au sud de la Sicile avec près de 2 000 navires, ouvrant ainsi le premier front sur le vieux continent. À pied d'œuvre de 8 h du matin à 8 h du soir, la JG 53 fit tomber 17 adversaires, dont 3 pour l'Oberfeldwebel Günther Seeger ,. Trop affaibli, le II./JG 53 laissa le lendemain les deux autres Gruppen gérer l'affaire le temps d'une journée pour percevoir de nouveaux chasseurs. Mais les frappes ininterrompues des aérodromes obligèrent les unités à se replier continuellement sur des terrains secondaires, fragmentant d'autant plus l'organisation au sol. Le 13, l'as aux 75 victoires Hans Roehrig ne revint pas de mission, une nouvelle désillusion pour la « Pik As » qui perd un camarade enjoué, dévoué et estimé. Ce même jour coïncida avec le retrait définitif de l'escadre de la Sicile pour l'Italie après près de vingt mois de présence sur l'île.

#### Dans le ciel italien
Le 16 juillet, une centaine de bombardiers moyens frappèrent la base du I./JG 53 en Italie où résidait également la JG 77 : 80 appareils tout comme les infrastructures autour furent réduits en cendre. Virtuellement hors service pour trois semaines et avec le III./JG 53 éparpillé à travers le sud de l'Italie, seul le II. Gruppe effectuait encore l'essentiel des patrouilles au-dessus de la Sicile. Au sol en effet, les combats perduraient, engendrant quelques escarmouches aériennes dans la zone de l'Etna. Le II./JG 53 sera en mesure d'abattre 6 avions, dont 3 pour l'Oberleutnant Dinger, sa dernière et 67e le 27 juillet au départ du récent terrain de Scalea sur la côte ouest de l'Italie. Les Me 109 sont en plein ravitaillement lorsqu'une formation de bimoteurs se pointa et détruisit ou endommagea neuf chasseurs, causant la mort de trois mécaniciens, et Fritz Dinger touché par un éclat de bombe. Extrêmement apprécié et pilote imperturbable, sa mort laissa à nouveau la « Pik As » orpheline d'un des siens.

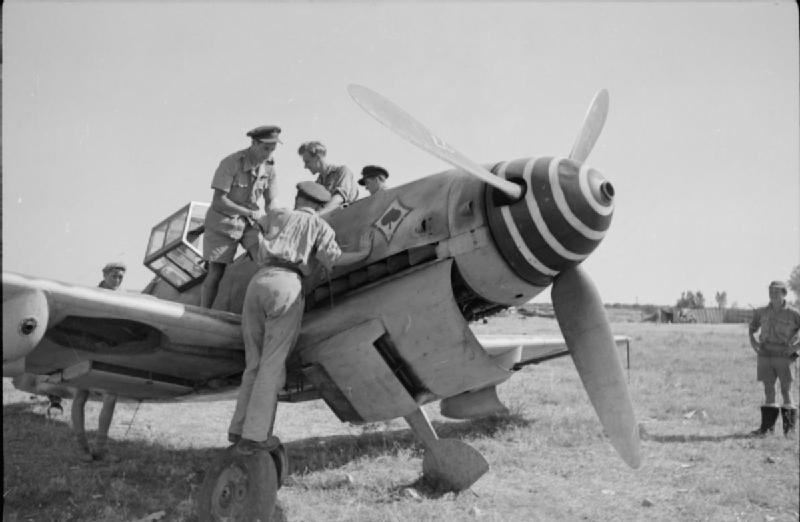
Ce 41 jaune de la 6./JG 53 légèrement endommagé capturé à Comiso fait l'objet d'attention de la part de pilotes sud-africains.

La JG 53 délaissa dès lors le front sicilien pour se concentrer sur la défense de Naples. Le I./JG 53 se rapprocha le 12 août du Golfe de Tarente avec les I. et II./JG 77 ainsi que le IV./JG 3 pour couvrir l'évacuation de la Sicile. Les quatre Gruppen assurèrent 74 sorties avant de repartir le jour même. Le 16, le I./JG 53 redécolla encore par deux fois pour la Sicile avant que toute l'escadre ne s'envole peu après midi pour intercepter un raid où seul le III./JG 53 sortira vainqueur de six B-24 ; le lendemain, la Sicile tombait aux mains des Alliés. Priorité désormais pour la Luftwaffe de défendre le Reich, même si le front sud n'en demeure pas moins actif. Le 19, la JG 53 sera en mesure d'abattre une dizaine de quadrimoteurs pour quatre blessés et la mort de l'Unteroffizier Jens Bahnsen (18 victoires). Le lendemain, un décollage des II. et III./JG 53 permit de descendre 14 Lightning sans pertes. Rebelote le 21 août avec sept B-26 et un chasseur, et encore onze B-26 le 22. Cette période chargée bénéficia surtout aux II. et III./JG 53 établis dans la région napolitaine. Ils amassèrent encore une trentaine de succès jusqu'à la fin du mois, dont à nouveau 11 le 30 août, le tout avec un nombre limité de pertes, qui paradoxalement, furent majoritaires au I./JG 53 davantage excentré. La plus grosse casse matérielle se déroula le 26 lors d'un raid allié qui détruisit ou endommagea au sol onze Messerschmitt du II./JG 53. Particulièrement actif en cette fin de mois d'août, le Feldwebel Helmut Kühl (7 succès) et surtout son leader à la 8. Staffel Franz Schiess (11) qui porta ainsi son score à 67. Les 109 reçurent également pour la première fois des roquettes de 210 mm logées dans des tubes sous les ailes.
Le mois suivant sera à l'inverse du précédant, à savoir une baisse drastique des succès (une vingtaine pour tout le mois de septembre) mais surtout des pertes dramatiques. Ainsi dès le 2, l'as du moment Franz Schiess récemment promu Hauptmann disparaît lors d'un combat contre des P-38. Ami personnel de von Maltzahn (absent victime de malaria), le Kommodore ne mâcha pas ses mots pour qualifier ce pilote grandement apprécié. Deux jours plus tard, l'Oberleutnant Martin Laube chef de la 5. Staffel et titulaire de 10 victoires disparaît à son tour par temps orageux au lendemain du débarquement des Alliés dans la partie méridionale de l'Italie. Désormais, la plupart des Staffelkapitän de la JG 53 sont à leur poste depuis moins de trois mois, même si beaucoup sont des vétérans confirmés, comme le Leutnant Franz Barten (9. Staffel et 48 victoires) qui a fait ses armes avec la JG 51 avant de prendre la suite de Hans Roehrig à la mi-juillet. Impossible toutefois pour ces pilotes tout comme les autres d'arrêter la déferlante. La JG 53 subit constamment des raids et les différents Gruppen sont forcés de remonter la botte italienne, tandis que le pays signait la capitulation le 8 septembre 1943.

#### Repli dans la botte
La Luftflotte 2 disposait de 600 avions en Italie (dont un cinquième de Me 109 opérationnels des JG 53, I./JG 77 et IV./JG 3), cinq fois moins que dans le camp d'en face. Durant la semaine qui suivit la capitulation, la « Pik As » opéra contre la tête de pont, utilisant même les roquettes contre les barges de débarquement. Le 10 septembre, l'Oberleutnant aux 18 victoires Dietrich Kasten chef de la 2./JG 53 disparaît lors d'un banal vol de transfert. Toutefois et si les pertes humaines comme les succès aériens furent limités durant cette période, il en va tout autre pour le matériel. Le 16 septembre, seize appareils, une nouvelle fois en majorité du II./JG 53, sont détruits ou endommagés lors d'un raid et presque autant d'avions subirent le même sort 24h plus tard sur le terrain du III./JG 53, blessant huit pilotes, dont un mortellement. Forcés de battre en retraite, les II. et III. Gruppe s'établirent à Lucques et Reggio d'Émilie mais restèrent hors de combat. Le I./JG 53 se retira près de Rome mais ne sera guère capable de faire grand-chose non plus.
Le 3 octobre, l'Oberst Günther von Maltzahn rendit la JG 53 qu'il tenait depuis près de trois ans, soit plus que tout autre Geschwaderkommodore. Affecté par la suite à différents postes d'état-major, l'as aux 68 victoires était considéré par ses pairs comme le meilleur leader qu'ils n'aient jamais connu,. C'est le Major Helmut Bennemann (88 victoires avec le I./JG 52) qui prit officiellement le relais. D'autres changements intervinrent, notamment le départ définitif du II./JG 53 le 15 octobre après deux ans interrompue en Méditerranée. Le Gruppe donna ses Bf 109 au I./JG 53 mais onze seront détruits ou endommagés dans la foulée lors d'un bombardement. Le II./JG 53 rejoignit ensuite l'Autriche pour être affecté à la défense du Reich. Le I./JG 53 et le I./JG 77 proches de la ligne de front devaient soutenir la 10e armée et escorter les Fw 190 d'attaque de la SG 4, ainsi qu'épauler les II./JG 77 et III./JG 53. Ces derniers étaient principalement affectés comme première ligne de défense contre les raids en provenance d'Afrique menaçant le pôle industriel Italien, l'Autriche et le sud-est de l'Allemagne. Avec les prémisse de L'automne et le manque d'avions opérationnels, les quelques missions du I./JG 53 du Major Müller ne donnèrent que peu de résultats. De plus, l'as avait grandement perdu de son leadership, usé moralement par les pertes en Afrique. Pendant ce temps, le III./JG 53 se réarma d'un soixantaine d'appareils, équipés pour le coup de canons en gondole, le groupe du Major Götz se concentrant avant tout sur l'entraînement.

#### Première ligne de défense
La météo rendit les interceptions compliquées, seulement trois petites victoires pour le III./JG 53 en novembre, un maigre bilan également imputable au faible niveau d'entraînement des jeunes recrues, tout comme le surmenage des anciens, mais également à l'infériorité du Bf 109G-6 face au Spitfire de même génération. Plus au sud, le temps ne fut guère meilleur, bien que le I./JG 53 eût davantage de travail avec la 10e armée, parfois jusqu'à quatre sorties principalement en couverture du II./SG 4.
Le 1er décembre, l'Oberfeldwebel Alfred Seidl s'offrit un triplé lors d'une même mission (victoires 22 à 24) avant que la neige ne commence à tomber abondamment deux jours plus tard. À la même période, le Hauptmann Jürgen Harder fit son retour dans l'unité et reçut pour l'occasion la Croix de Chevalier. La première moitié du mois sollicita surtout le I./JG 53, et ce malgré la neige et le manque d'avions, principalement pour de la chasse libre, se traduisant le plus souvent par des pertes sans victoire. Seul le Fahnenjunker-Unteroffizier Hans Kornatz parvint à quatre reprises à descendre des Dragonfly de réglage d'artillerie (victoires 28 à 31). Le Major Helmut Bennemann s'offrit également son premier succès sous les couleurs de la « Pik As », tout comme le Hauptmann Julius Meimberg de retour au Stab depuis la fin août. Le 19, le III./JG 53 s'installa près d'Udine et y effectua sa première mission le jour de Noël, la zone d'opération étant sous contrôle du Jafü Norditalien tenu par un certain…Günther von Maltzahn. La 7./JG 53 s'essaya par ailleurs pour la première fois au tir de roquettes de 210 mm, une arme jugée toutefois peu efficace. Le 28 décembre, le III./JG 53 flanqué des I./JG 4 et II./JG 51 revendiquèrent à eux trois 20 B-24 Liberator (11 d'après les Américains). Un succès qui ne peut cacher la réalité de la situation : les 29 victoires de la JG 53 en décembre ne représentaient en effet qu'une goutte d'eau de l'armada alliée, malgré l'allant de quelques pilotes comme l'Unteroffizier Fritz R.G. Müller, qui décrocha cinq succès du 16 au 30 décembre.

#### Retour au pays
À peine débarqué dans la capitale autrichienne, le II./JG 53 du Hauptmann Gerhard Michalski est fraîchement accueilli par les accusations de couardise d'un Reichmarschall Göring en tournée d'inspection, une musique devenue que trop familière aux oreilles des pilotes. Du reste, les missions restèrent les mêmes qu'en Italie, à savoir l'interception des bombardiers lourds. Mais là où le groupe se contentait jusqu'ici de faire voler de petites sections, il devenait désormais nécessaire de faire voler le groupe entier. Aussi, les entraînements mirent l'accent sur le rassemblement et la cohésion en vol. La première mission se déroula le 2 novembre face à une formation mixte de 112 Fortress et Liberator : pour un mort, un blessé et quatre Bf 109 endommagés, le II./JG 53 s'adjugea quatre B-17, dont le 60e succès de Michalski. Les quelques autres interceptions du mois se soldèrent sans aucun contact à l'ennemi. Fin novembre et durant quelques semaines, le II./JG 53 dut également prêter ses Messerschmitt au II./JG 301 pour des missions Wilde Sau, une situation guère plaisante car il était de notoriété que ce type de vols nocturnes se terminent souvent par des atterrissages forcés ou en catastrophe. Par deux fois seulement en décembre, le II./JG 53 mena des interceptions mais là encore, sans rencontrer l'adversaire, et les vols d'entraînement seront de mise jusqu'à la fin de l'année.

### Zones d'opérations multiples (1944)

#### Permutation
Bien que diminué de moitié, le I./JG 53 demeura dans la région romaine en prélude de la bataille de Monte Cassino finalement déclenchée à la mi-janvier 1944. Le 13, l'unité put décoller à temps pour intercepter un raid menaçant sa base, mais une pluie de bombes à fragmentation suivi d'un raid similaire le lendemain rendit la totalité de son parc aérien inopérant. Trop exposé, le I./JG 53 se replia une semaine plus tard près d'Udine. Pendant ce temps-là, le III./JG 53 se morfondait sous la neige. Dans la nuit 8 au 9 janvier, un bombardement détruisit six Bf 109 et en endommagea trois autres. Le 16, le groupe intercepta une formation ennemie sur le retour, mais y laissa cinq pilotes, alors que les tirs de roquettes se révélèrent une nouvelle fois inefficaces. Le III./JG 53 du Major Götz prit donc la place du I./JG 53 dès le 24 janvier et effectua le lendemain ses premières sorties sur la tête de pont Anzio-Nettuno établie lors de l'opération Shingle. Trois à quatre sorties représentaient dès lors le quotidien, principalement pour escorter les avions de la SG 4. Plus au nord et malgré son retrait, le I./JG 53 ne put se vanter d'être à l'abri : dès le 30 janvier, le groupe subissait un raid et six Bf 109 tombèrent sous les tirs des P-47 tandis que deux étaient détruits au sol et sept autres endommagés. Le lendemain, une nouvelle attaque laissa le groupe bien mal en point, forçant à un nouveau transfert sur Maniago.
Sur la ligne Gustave, les opérations vont bon train, entraînant inévitablement la chute rapide du nombre de chasseurs allemands dans un ration de 1 à 10 face à l'adversaire, et ceux malgré la présence des I./JG 4, II./JG 51 et II./JG 77. Les roquettes de la 7. Staffel du Hauptmann Jürgen Harder trouvèrent tout de même leurs utilités sur les installations offshore ennemies, l'as en profitant aussi pour remporter son 40e succès le 7 février, avant de prendre une semaine plus tard les reines du I. Gruppe (voir plus bas). Le 10, l'as de la 9./JG 53 l'Unteroffizier Max Nairz (12 succès) est fait prisonnier tandis que le Leutnant Günther Seeger disait également adieu à l'Italie en rejoignant le II./JG 53 basé en Allemagne. Les victoires aériens se concentrèrent du 17 au 19 février (8 au total) dont la moitié pour le jeune Fritz Müller qui se paya le luxe d'un triplé sur des Spitfire. Mais la 7./JG 53 perdit aussi son récent chef l'Oberleutnant Rolf Klippen (18 victoires). La pluie rendit bientôt toute activité impossible dans le secteur jusqu'à la mi-mars.

#### Rempart au pied des Alpes
Le I./JG 53 redécolla de Maniago dès le 14 février et descendit deux bombardiers et deux chasseurs. Le lendemain, Jürgen Harder remplaça « Tutti » Müller à la tête du groupe. Du 21 au 24, l'unité tenta par trois fois d'intercepter la 15th Air Force, sans succès. Le 25 en revanche, l'alerte fut cette fois donnée à temps et le I./JG 53 put descendre six B-24 et un B-17 ainsi qu'un 8e bombardier l'après-midi. Avec l'arrivée de renforts début mars, tant en pilotes qu'en appareils, le Hauptmann Harder peut désormais compter sur un effectif suffisant, certes jeune mais néanmoins enthousiaste. Le 11 mars, l'USAAF déclencha une série de frappes sur le nord de l'Italie et le sud de l'Allemagne. Au moins huit autres incursions eurent lieu avant la fin du mois et si toutes ne donnèrent pas de résultats, le I./JG 53 revendiqua une trentaine d'assaillants (dont un tiers le 18 mars), sans compter les résultats du I./JG 77, les Geschwaderstab des deux groupes se trouvant également présents. Les Américains avaient entre-temps changé leur route d'approche : au lieu de longer la côte est de l'Italie, les bombardiers passaient au-dessus de la mer Adriatique et quiconque se faisant abattre pouvaient tomber aux mains de partisans de Tito et se faire exécuter. Cette campagne de bombardement amputa le groupe d'environ 40 % de ses effectifs.
Par trois fois dans la journée du 2 avril, le I./JG 53 dût s'expliquer avec la 15th Air Force au-dessus de la Yougoslavie, avant de réitérer cinq jours plus tard au-dessus de l'Italie. Le groupe y revendiqua respectivement 5 et 6 succès. À cette époque, plusieurs pilotes capturés purent être échangés contre des prisonniers après quelques semaines de détention. Les combats pouvaient désormais s'étendre jusqu'en Hongrie, pas idéal compte tenu de l'autonomie réduite des Bf 109. Un autre point de frustration concernait les revendications de victoires. Difficile en effet d'évaluer avec précision dans un ciel fourmillant d'avions qui a abattu quoi. Les jeunes pilotes se retrouvaient souvent lésés même si quelques anciens cédaient parfois leurs victoires, alors que d'autres ne prenaient même pas la peine de soumettre une réclamation. Nouvelles confrontations les 18 et 20 avril - 7 victoires au total pour deux pertes - avant le départ pour Bologne. Le 25, une formation de B-24 se présenta par le sud et perdit en 40 min huit des leurs sous les tirs allemands. Le Major Helmut Bennemann remporta à l'occasion son 90e succès alors qu'un doublé (dont un par collision) amenait le score du Hauptmann Harder à 50. Les deux officiers devront néanmoins s'éjecter avant de faire un séjour à l'hôpital. Ce sera la dernière grande confrontation du I./JG 53 en Italie. Le 9 mai, le groupe pliait bagage pour la Roumanie pour protéger les champs pétrolifères, et demeurera dès lors séparé du reste de la « Pik As » jusqu'à la fin de la guerre.

#### Monte Cassino
Pour le III./JG 53 resté près de Rome, la météo ne redevint clémente que le 15 mars, moment choisi par les Alliés pour noyer Cassino sous des tonnes de bombes. En sous-effectif, la Luftwaffe ne peut fournir qu'une modeste opposition et le III./JG 53 n'échappe pas à la règle, assurant tant bien que mal deux à trois sorties contre les bombardiers bimoteurs et les Spitfire. Impopulaire était l'interception des appareils de réglage d'artillerie, en raison de la petite taille et la maniabilité de ces avions, par ailleurs défendus par de nombreux tirs en provenance du sol. Le 22 mars, les chasseurs prennent rendez-vous avec des Fw 190 Jabo et se retrouvent engagés par une quinzaine de Spitfire qui causèrent deux blessés, un mort et deux capturés, dont le sous-officier Helmut Kühl, un ancien de la 9./JG 53 qui stoppa là sa carrière après 20 victoires. Au sol par contre, les défenseurs allemands barrent toujours la route de Rome aux Alliés. Ces derniers coupèrent alors les lignes d'approvisionnement en attaquant les voies de chemin de fer entre la capitale et Florence.
Le statu quo entre les différents protagonistes au sol ne permit aucune avancée significative. Les patrouilles de chasse, souvent infructueuses, occupèrent le groupe du Major Götz une grande partie d'avril. Le 14, le chef de la 9./JG 53 Franz Barten obtint ainsi l'un des rares succès, son 50e personnel sur un P-47. Mais la Staffel de l'as allemand prit chère neuf jours plus tard avec cinq avions touchés, dont trois pilotes ne survivront pas. Dès lors, le groupe déplore davantage de pertes que de victoires aériennes,. Le 11 mai débuta la bataille de Garigliano avec un puissant tir de barrage sur les positions allemandes. La SG 4 ayant opéré un bref retrait pour se rééquiper, seuls les Messerschmitt sont initialement en mesure d'intervenir. Mais en raison de l'autonomie limitée de ces avions, la navigation pour parvenir au front s'effectuait en ligne droite. Les chasseurs alliés en tirèrent profit, connaissant par avance la trajectoire empruntée par l'adversaire. La contribution du III./JG 53 dans cette offensive resta donc modeste, d'autant que son terrain reçut par deux fois la visite des appareils alliés, dont les troupes feront le 23 mai la jonction avec la tête de pont empêtrée à Anzio. Le groupe se retrouva dès lors plus que jamais sur le pied de guerre, multipliant les chasses libres, mais limitant les pertes à des blessés.
Il est cependant plus que temps d'évacuer les lieux. Le III./JG 53 se replia sur Maniago début juin et se concentra sur l'entraînement et la maintenance au sol. Les 9 et 13 juin, le groupe décolla pour intercepter des quadrimoteurs et perdit encore trois pilotes malgré quatre B-24 et deux P-47 détruits. Ce seront ses derniers succès en Italie dont les jours sont désormais comptés. Avant la fin du mois, l'unité laissa ses appareils à la chasse italienne et rentra en Allemagne pour intégrer la défense du Reich. Retrait identique pour le Stab qui prit cependant la direction de l'Est. La campagne d'Italie aura coûté à la « Pik As » 97 tués et disparus, 89 blessés et 6 prisonniers, qui clôture ainsi un temps inégalé passé en Méditerranée.

#### Défense du Reich
Retour en Autriche avec le II./JG 53 qui le 7 janvier 1944, revendiqua 15 Lightning jusqu'au nord de la Yougoslavie (la moitié d'après les Américains). L'unique autre succès du mois (trois B-24) viendra le 30 janvier tandis que quatre pilotes du groupe disparaissaient des effectifs. La neige d'hiver cloua ensuite le groupe une bonne partie du mois suivant. Fin février, la 8th Air Force combina ses forces avec les 12 et 15th basées en Italie pour confronter la chasse allemande partout où elle se trouvait. C'est la fameuse Big Week qui va permettre aux vieux « briscard » du II./JG 53 de se distinguer une fois de plus. Ainsi le 22 février et après 1 h 30 de poursuite, le groupe rattrapa et descendit 5 quadrimoteurs (3 pour Stephen Litjens et le 50e succès pour Herbert Rollwage) pour un pilote tué. Deux jours plus tard, à nouveau une perte mais pour sept victoires toujours sur les quadrimoteurs. Et encore le 25, sans perte cette fois avec semble-t-il, un triplé de l'Oberfeldwebel Rudolf Ehrenberger dont le talent n'égale que sa modestie. Une semaine chargée donc, mais une nouvelle fois interrompue par le mauvais temps.
Le II./JG 53 revint sur le sol allemand début mars dans la région de Frankfort où l'opposition va cette fois lui donner du fil à retordre. Le groupe vole de concert avec le II./JG 27 contre un ennemi bien supérieur en nombre. La mission du 4 mars lui coûta déjà trois morts et deux blessés tandis que le groupe déplora un blessé et deux morts quatre jours plus tard, parmi eux Rudolf Ehrenberger. L'as aux 49 victoires s'éjecta mais un P-47 le mitrailla sous son parachute ; il recevra la Croix de Chevalier à titre posthume. Le 16 mars, la 6. Staffel perd un nouvel as en la personne du Feldwebel Hans Feyerlein, 17 victoires, un score établi ce jour-là par l'homme en forme du moment, le Leutnant Karl Paashaus. Le II./JG 53 s'affaira les jours suivants à l'entraînement avant d'intercepter le 23 mars une nouvelle incursion américaine. Michalski et Rollwage se défirent chacun d'un bombardier tandis que Stephen Litjens signa un doublé (dont un Herraschluss) mais fut une nouvelle fois blessé à l'œil qui signa cette fois sa fin de carrière après 38 victoires. Trois jours plus tard, le Leutnant Günther Seeger obtenait la Croix de Chevalier et montera en grade pour prendre en charge la 4./JG 53 d'ici peu.
Le 6 avril, c'est au tour d'Herbert Rollwage de recevoir le précieux sésame, l'as qui va multiplier les victoires (6 bombardiers) au cours d'un mois plus que chargé en combats comme en dépressions atmosphériques. Entre deux météos favorables, les Américains ciblèrent particulièrement les industries allemandes, notamment les usines d'aviation. Le II./JG 53 dut parfois mener deux missions d'interception dans la même journée avec toutes les contraintes logistiques engendrées. Le groupe pourra néanmoins se targuer d'accrocher la 3 000e victoire au tableau de chasse de la « Pik As » le 17 avril. Trois jours plus tard, le Major Gerhard Michalski laissa son groupe de toujours au Hauptmann Julius Memberg, un II./JG 53 qui n'aura pas démérité en avril : seize jours de combat dont dix contacts à l'ennemi, et 23 succès remportés en quasi-totalité sur des quadrimoteurs.
Le mois suivant sera également riche en combats malgré la météo capricieuse. L'USAAF occupa le II./JG 53 en ciblant aussi bien le Reich que des objectifs en France, au Luxembourg et en Belgique. Le nouveau Kommandeur s'impliqua également à disséquer les tactiques de l'adversaire. Le 12 mai débuta une série d'attaques sur ce qui va vite se révéler le talon d'Achille de la Luftwaffe : les usines de carburants. Le II./JG 53 effectua deux missions et réalisa 5 succès - dont un doublé pour l'Oberfeldwebel Otto Russ déjà double vainqueur la veille - mais va perdre sept chasseurs pour un mort et trois blessés. Le groupe fut à nouveau de la partie les 13, 14, 19 et 24 mai mais n'engendra que des pertes. À contrario, la fin du mois permit de remporter 9 succès, dont un tiers pour Rollwage qui franchit la barre des 60. Désormais, l'essence commençait à faire défaut et le ciel se vida début juin, prémices du futur débarquement.

#### Défense de Ploiești
À l'instar du Reich, les champs pétrolifères de la Roumanie représentaient une cible de premier ordre pour les Alliés, Ploiești concentrant en effet un tiers de la production d'essence de l'Axe. Le I./JG 53 débarqua dans la région le 12 mai basé seulement à une dizaine de kilomètres à l'ouest de la ville. Le 18, un premier accrochage se déroula conjointement avec le III./JG 77 : ce dernier revendiqua 7 bombardiers et 3 chasseurs tandis que le I./JG 53 s'adjugea 3 autres B-17. Le second raid en toute fin de mois fit 16 victimes parmi les Américains, moitié plus cette fois pour le I./JG 53. Le jour du débarquement, c'est loin des plages normandes que le groupe s'adjugea 7 B-24 ainsi que 6 Lightning quatre jours plus tard. Le I./JG 53 reçut bientôt ordre de dissoudre sa 3.Staffel dont les pilotes intégreront la défense du Reich, le personnel au sol se retrouvant dispatché parmi les deux autres escadrilles. Nouvelles rencontres avec la 15th Air Force les 23 et 24 juin et nouveau succès (8) sur les Liberator et Mustang mais l'un d'eux descendit le Leutnant Rupert Weninger (18 victoires), un homme avenant bien loin de la rigidité militaire et fort apprécié. La 1./JG 53 qu'il commandait sera reprise par le vétéran Hans Kornatz. Le promu Major Jürgen Harder de retour de congé depuis peu, se vit affecter outre son propre groupe, la responsabilité des II./JG 51 et III./JG 77 ainsi que des éléments de la JG 301. Le 28, l'as poivra deux B-24 sur la dizaine abattu par le I./JG 53 qui perd en contrepartie sept avions et deux pilotes, quatre autres étant blessés.
Entre mitraillages au sol et bombardement, les Américains se montrèrent continuellement dans le ciel roumain. Pour 5 victoires le 4 juillet, le I./JG 53 perdit six avions pour quatre blessés, et trois pilotes tués cinq jours plus tard pour un résultat nul, non sans conséquence sur le Major Harder de plus en plus dépressif à voir le cimetière se barder de croix de jour en jour. En revanche, lorsque les Bf 109 tombaient sur une formation de quadrimoteurs dépourvus d'escorte, c'était la curée comme le 22 juillet avec pas moins de 15 B-24 revendiqués sans casse. Néanmoins, le I./JG 53 déplora encore six morts ou disparus lors des journées des 28 et 31 juillet, sans compter les pertes des autres unités dont Harder avait la charge, une charge de plus en plus lourde à porter. Les raids sur Ploiești causèrent les premières pénuries de carburant, une situation également conjuguée avec l'avancée éminente des Russes à l'est. La 15th Air Force se cogna encore au groupe le 4 août qui n'eut ce jour-là que des chasseurs à se mettre sous la dent. Les interceptions qui suivirent ne donnèrent lieu à aucun succès jusqu'au débarquement de Provence qui permit un répit bien venu. De courte durée toutefois car la 15th revint rapidement sur la Roumanie le 17 août et jusqu'au 19, date à laquelle elle cessa ses activités dans la zone. Si le I./JG 53 put engendrer encore quelques succès, c'est surtout la DCA qui causait le plus de pertes aux Américains à cette époque.
Sans transition, le I./JG 53 reçut l'ordre de transfert au nord-est du pays proche de la frontière moldave. À peine débarqué le 20 août que le groupe effectuait déjà trois missions, l'occasion pour Harder de remporta un triplé sur des appareils soviétiques franchissant ainsi les 60 victoires. Les sorties comme les victoires s'enchaînèrent les deux jours suivants avant que la Roumanie ne change de camps. Cinq pilotes qui se trouvaient à Bucarest lors de ce « turn-over » inattendu seront capturés le 24 août et remis aux Soviétiques. Pour le reste, c'est le sauve qui peut général vers Focșani puis un retour dans la région de Ploiești avec des Bf 109 remplis de mécaniciens. Enfin, le I./JG 53 parvint tant bien que mal en Hongrie avec d'autres unités, non sans avoir essuyé en chemin le feu nourri de l'artillerie roumaine.

#### Overload pour le II./JG 53
Unique groupe de la « Pik As » à intervenir en Normandie, le II./JG 53 du Hauptmann Meimberg se divisa en deux : une dizaine de 109 escorta des Ju 52 à Nancy tandis que le reste débarqua au Mans au soir du 6 juin 1944 où nombre d'avions d'autres unités sont déjà sur place. Le lendemain matin, tout le Gruppe se retrouva au Mans accueilli à deux reprises par des chasseurs bombardiers américains : résultat, deux pilotes tués et trois ou quatre Ju 52 en flamme. Au soir, le II./JG 53 atteignit enfin à Vannes prêt à opérer sur le front normand. Le 8 juin, le groupe intervint au-dessus du Cotentin avec quatre victoires pour deux pertes. Le 10, un violent bombardement sur Vannes empêcha toute activité jusqu'au 12 juin où cinq B-24 firent les frais du groupe. Trois jours plus tard, un second raid rendit cette fois le terrain inutilisable. Les différentes Staffeln se retrouvèrent alors dispersées sur de simples pâturages au nord d'Angers bien dissimulées par les arbres et pourront intervenir avec succès le 17 en poivrant quatre chasseurs, parmi les vainqueurs le Kommandeur ainsi que les Leutnant Russ et Rollwage. Quatre jours durant, les seules mauvaises conditions météos causèrent la mort de cinq pilotes avant que les Américains finissent par dénicher les « planques » du II./JG 53, qui déménagea alors à Champfleury au nord de Troyes dès le 25 juin. Le groupe partage les lieux avec le IV./JG 27 mais la présence de deux Gruppen ne passa pas inaperçue aux reconnaissances alliées.
Les missions de soutien aux troupes sont désormais légion principalement dans la région de Calais où les troupes canadiennes sont particulièrement actives. Ces sorties n'empêchent pas pour autant les escarmouches aériennes. Le 2 juillet, l'Oberleutnant Günther Seeger peut se targuer de son 50e succès sur un Spitfire mais trois pilotes seront ce jour-là portés manquants, parmi eux le Leutnant Otto Russ qui comptabilisait 26 victoires au combat. Julius Meimberg et Seeger de nouveau, obtiendront chacun un doublé respectivement les 5 et 9 juillet, mais le groupe dispose de moins en moins d'avions et doit se reconstituer. 21 de ses pilotes ont déjà été tués depuis son transfert en France et 16 autres blessés, dont près d'un tiers au cours de la première semaine de juillet. Le II./JG 53 quitta donc le front en laissant sa vingtaine de 109 au IV./JG 27.
Le groupe reconstitua pleinement son parc aérien en Allemagne, incluant des récents Bf 109G-14. En revanche, les nouveaux pilotes manquaient cruellement d'entraînement en raison d'une pénurie de carburant. Aussi, le groupe accueillit chaleureusement un pilote d'expérience en la personne d'Alexander Preinfalk détaché de son poste d'instructeur. Cet Oberfeldwebel porteur de la Croix de Chevalier fait partie de la vieille garde de la Luftwaffe et compte alors 74 victoires au sein de la JG 77. Afin de rééquilibrer numériquement les forces, une directive généralisa également les groupes à quatre escadrilles : le II./JG 53 comptait désormais les 5, 6, 7 et 8. Staffel avec à leur tête, Rollwage, Alfred Hammer (de retour après avoir été blessé fin février), Seeger et Karl Paashaus. Le groupe reçut aussi la visite du Zircus Rosarius composé d'appareils alliées capturés destinés à familiariser les pilotes allemands à leurs adversaires. Le Kommodore Helmut Bennemann put inspecter le II./JG 53 de nouveau opérationnel qui repartit pour la France le 18 août.
Basé sur un terrain au nord de La Fère, le II./JG 53 est rejoint au 21 août par le Stab de Bennemann et ses trois ailiers. Le lendemain, la « Pik As » sortit à trois reprises conjointement avec des chasseurs des JG 26 et JG 76. La seconde mission permit au groupe d'abattre quatre P-47 mais une quatrième sortie peu avant 19 h donna l'opportunité à une vingtaine de P-38 d'attaquer en position favorable : sept Bf 109 seront descendus causant deux blessés et cinq tués, dont l'Oberleutnant Karl Paashaus vainqueur quelques heures plus tôt de son 26e adversaire. Les quatre Lightning abattus seront une maigre compensation. Nul le temps de souffler que le II./JG 53 repartit le lendemain contrer les têtes de ponts américaines établies sur la Seine. Bon nombre de véhicules sont mitraillés et quatre avions revendiqués. Le 25, Meimberg descend son 40e adversaire tandis qu'Alexander Preinfalk décroche le lendemain la 35e et dernière victoire du groupe dans cette campagne. À la fin du mois, l'unité est encore à pied d'œuvre et il faudra l'initiative de l'Oberstleutnant Bennemann pour désengager la JG 53 de son second séjour en France - qui lui coûta neuf pilotes dont un capturé - juste à temps pour éviter les avant-gardes américaines.

#### À tour de rôle
Contrairement au II./JG 53, le retour d'Italie du III./JG 53 ne l'amena pas en Autriche – un terrain plus propice pour s'adapter aux conditions de combats - mais directement dans le chaudron du IIIe Reich face à la puissante 8th Air Force. Fin juin 1944, le groupe arriva à Bad Lippspringe et on compléta les manques, sans surprises, avec des aviateurs peu expérimentés. L'unité reçut une soixantaine de Bf 109, principalement des G-6 avec canons MG 151 en gondole, dont le Major Franz Götz ordonna la suppression afin de rendre les machines plus maniables. L'entraînement accapara le III./JG 53 jusqu'à la fin du mois de juillet où les premiers contacts à l'ennemi n'auront d'autres conséquences qu'un blessé et quelques pertes matérielles.
Changement de décors 3 au 6 août où le groupe se retrouve pleinement sur le pied de guerre. Si une quinzaine de victoires purent être comptabilisées (dont la 50e pour Götz), les pertes furent dramatiques en particulier dans la journée du 4 août, avec neuf pilotes tués ou disparus, parmi lesquels le chef de la 9./JG 53 l'Oberleutnant Franz Barten. Mitraillé sous son parachute, l'as aux 52 victoires recevra la Croix de Chevalier et le grade de Hauptmann à titre posthume. Le 12 août, le chef de la 8./JG 53 le Hauptmann Karl Leonhard (16 victoires) devient Kommandeur du II./JG 11 en Normandie tandis que le Hauptmann Alfred Grislawski quittait ce même front pour la 8.Staffel alors laissée vacante. Titulaire des feuilles de chêne, Grislawski est un des grands as de la JG 52 comptabilisant près de 130 victoires. Comme les autres Gruppen, le III./JG 53 passa ensuite à quatre Staffeln numérotées de 9 à 12 bien que cette dernière ne verra le jour qu'en septembre. Le 22 août, le groupe déménagea d'urgence en Autriche pour parer un potentiel raid massif de la part de la 15th Air Force. Ledit raid n'aura finalement pas lieu et l'unité revint le jour même proche de Leipzig avec pour tache supplémentaire la protection des convois entre les Pays-Bas et l'Allemagne par petites sections à tour de rôle, un déploiement qui en réalité n'excéda pas deux jours. Grosses journées les 24, 25 et 29 août avec un total de 17 victoires (pour cinq blessés et un seul tué), Alfred Seidl chef de la 10. Staffel en profitant pour accrocher son 30e succès.
Les raids alliés, en particulier sur les infrastructures pétrolières et d'hydrogénation, fixèrent encore le III./JG 53 jusqu'au 13 septembre, l'occasion pour Alfred Grislawski d'ouvrir son compteur avec la « Pik As » en éliminant deux B-17 le 12 septembre. Mais onze pilotes (blessés et tués) seront à déplorer en seulement quatre jours de combat. Entre deux, la 12./JG 53 vit également le jour à partir d'éléments du I./JG 4. Les frappes sur le talon d'Achille de l'Allemagne eurent de sévères conséquences sur la Luftwaffe et chaque unité dut se serrer la ceinture. Comme d'autres, le III./JG 53 reçut ainsi l'ordre de couper les moteurs des avions juste après leurs atterrissages afin d'économiser le précieux carburant, le roulage étant assuré par un attelage de bœufs ! La pénurie de carburant pénalisa les opérations tout autant que l'entraînement, les jeunes recrues ne bénéficiant plus que de 3 à 5 heures de vol sur Bf 109 ou Fw 190 avant d'être envoyées au front. Le III./JG 53 rejoignit bientôt le II./JG 53 pour un rôle de défense tactique au sud-ouest du pays.

#### Regroupement
Après un séjour à Eindhoven, le II./JG 53 se retrouva basé au sud de Francfort le 9 septembre, imité cinq jours plus tard par le III./JG 53 . Présents lors de l'opération Market Garden, le groupe de Julius Meimberg polarisa son attention dans la région Metz-Nancy tandis que celui de Franz Götz se mit à la disposition de la JG 4 commandée par un ancien de la maison, le Major Michalski. Cependant, leurs présences n'auront que peu d'influence sur la situation. En dépit des mauvaises conditions météos, le III./JG 53 sera tout de même en mesure d'effectuer des mitraillages de chars, de véhicules et de troupes les 24 et 25 septembre tandis que le Hauptmann Meimberg accrochera un Dakota à son tableau de chasse. Le 26 en revanche, la chasse US intercepta les Allemands qui perdirent dix Messerschmitt : trois pilotes furent tués et quatre autres blessés, dont le Hauptmann Grislawski juste après son 133e succès. L'as sera désormais inapte au combat et sa 11.Staffel sera reprise par le Leutnant Günther Landt également vainqueur ce jour-là de son 12e adversaire. La 10./JG 53 laissa par ailleurs le Leutnant Fritz Müller transféré à la JG 7 où il terminera la guerre. Deux jours plus tard, le II./JG 53 redressa la balance en poivrant cinq P-47 avec un doublé d'Herbert Rollwage désormais en tête de tous les as encore présents à la JG 53. Après la Hollande, II. et III./JG 53 se réunirent sous la houlette du Stab de l'Oberstleutnant Bennemann revenu de l'est. Pour le reste du mois, l'activité se concentra entièrement au soutien à la Wehrmacht défendant le sud-ouest de l'Allemagne.
Les escarmouches avec les Mustang et surtout les Thunderbolt furent nombreuses lors de la première moitié d'octobre, pour des pertes néanmoins limitées. Seul le II./JG 53 et le Stab seront en mesure de remporter quelques victoires, partagées entre les seuls as Hammer, Preinfalk, Bennemann, Meimberg et Seeger. Le 17 octobre, les deux groupes déménagèrent dans la région de Stuttgart mais restèrent cloués au sol quatre jours durant à cause du mauvais temps automnale. Le 20 entra en lisse un IV./JG 53 créé sur la base du III./JG 76, lui-même issu du groupe de chasse lourd II./ZG 1. Cette unité souffrit de lourdes pertes au cours de l'année et peu sont d'anciens membres de la ZG 1 d'origine, la vaste majorité se composant de très jeunes pilotes sans expérience, à l'exception de l'Oberfeldwebel Eduard Isken, ancien membre du III./JG 77 comptant plus de 40 victoires. Le 24 octobre, le Hauptmann Julius Meimberg reçoit la Croix de Chevalier tandis que le vétéran Alfred Seidl fut placé en officier de réserve,. Cinq jours plus tard et pour la première fois depuis longtemps, toutes les unités de la « Pik As » présentes à l'ouest volèrent de concert mais le résultat tourna au désastre : plus de vingt Bf 109 perdus, 10 morts et quatre blessés dans un combat contre des P-51 qui admirent quatre avions perdus. Le nouveau IV./JG 53 déplora la moitié des pertes allemandes, dont son Kommandeur et un Staffelkapitän.

#### Sur les terres hongroises
Le gros de « Pik As » combattant sur les collines de la Rhénanie, le I./JG 53 opère quant à lui au-dessus des terres plates hongroises, même si les missions restent globalement les mêmes. À un détail près : l'adversaire est différent et le rapport ratio pertes/victoires en faveur des Allemands. Début septembre, le I./JG 53 effectua quelques mitraillages au sol notamment sur des locomotives et occasionnellement des escortes des SG 2 et SG 10. Le 18, le groupe récupéra sa 3.Staffel et reçut l'ordre d'en former une 4e qui ne se fera cependant jamais. Durant plusieurs semaines se succédèrent déménagement avec peu d'engagement avec l'ennemi, accentué par le manque de carburant, un nombre d'avions limité et une météo peu clémente. Le 1er novembre, le I./JG 53 s'établit à Veszprém au nord du lac Balaton au côté de Messerschmitt hongrois. Les Américains lorgnèrent la nouvelle base, sans conséquence cependant. Il n'y eut pas davantage d'occasion face à la chasse soviétique, hormis un Il-2 descendu pas l'Oberleutnant Kornatz le 24 novembre pour sa 35e victoire.
À la mi-décembre, les rencontres tout comme les succès sur l'aviation soviétique devinrent cette fois routinières. Celle-ci opposait des Yak-9 et des La-5 reconnus comme de très bons avions, mais en règle générale, les pilotes allemands avaient un sentiment de supériorité face à leurs homologues russes, surtout en comparaison avec les anglo-américains. Le 14 décembre, le Leutnant Joachim Worlitzsch et l'Unteroffizier Heinz Hommes descendirent sept Il-2 à eux deux. Six jours plus tard, des combats matinaux apportèrent six autres succès. À la veille de Noël, les troupes russes complétaient leur encerclement de Budapest et le I./JG 53 opéra au sud-ouest de la capitale hongroise. Le 24, l'Unteroffizier. Richard Göbel revendiqua un triplé, lui comme le Feldwebel Willi Dreyer et le Leutnant Arno Fischer, ainsi que Hommes et Worlitzsch vont dès lors constituer les derniers as du groupe jusqu'à la fin de la guerre. Pour l'heure, c'est mère nature qui dicte ses conditions et le brouillard clôtura l'année 1944.

#### Dernière contre-offensive
À l'ouest aussi la météo donna du fil à retordre, et seules trois petites victoires seront enregistrées en novembre, dont la 70e d'Herbert Rollwage. Un maigre bilan car dans le même temps, l'escadre déplora dix morts et disparus toutes cause confondues, ainsi que deux capturés. Sept pilotes seront par ailleurs blessés, dont cinq en un jour. Saigné le 29 octobre précédent, le IV./JG 53 resta hors-jeu jusqu'au 26, pratiquant pour l'essentiel des entraînements aidés par plusieurs sous-officiers d'expérience en provenance des deux autres Gruppen. Le mois suivant permit davantage de sorties, mais qui déclinèrent à la fin de la première quinzaine, mauvais temps oblige. Y participèrent cette fois-ci les trois groupes qui malgré la perte de nombreux appareils, limitèrent la casse en pertes humaines. L'une d'elles affecta particulièrement le II./JG 53 le 12 décembre : lors d'un face-à-face à basse altitude avec un P-47, l'Oberfeldwebel Alexander Preinfalk parvient à abattre son 80e opposant mais il est lui-même touché ; l'as sauta en parachute qui n'aura pas le temps de se déployer.
Du fait de sa position excentrée, la « Pik As » ne sera pas directement engagée lors de l'offensive allemande dans les Ardennes, et demeura sous l'hiver morne de la région strasbourgeoise. Une accalmie le 23 permit à la 6. Staffel d'Alfred Hammer d'abattre le lendemain quatre B-26 tandis que Edward Isken se défaisait d'un cinquième bimoteur. Deux jours plus tard, le promu Major Meimberg s'adjugea un triplé pour sa 50e victoire mais sera blessé. Pourtant et contrairement aux autres unités engagées à l'ouest en cette fin d'année 1944, la JG 53 parviendra à maintenir son intégrité, malgré près de 100 appareils perdus depuis septembre, pour quelque 80 victoires.

### Boucler la boucle (1945)

#### Aller-retour en Lorraine
En tant que seule escadre localisée dans la région de Stuttgart, la JG 53 reçut l'ordre d'attaquer des aérodromes dans l'est de la France lors de l'opération Bodenplatte. La plupart des hommes de la « Pik As » ne furent mis au courant que la veille, à l'exception de Bennemann et des Gruppenkommandeur dont Meimberg, inapte au vol pour cause de blessures reçues cinq jours auparavant. L'objectif des Stab, II. et IV./JG 53 est Metz-Frescaty, mais dont les seules photos disponibles datent de l'époque où elle était encore occupée par la Luftwaffe. Le III./JG 53 quant à lui devait frapper le terrain d'Étain situé à 45 kilomètres au nord-ouest, soit à la limite de portée des Bf 109. Le jour de l'an 1945, quelque 80 appareils décollèrent autour de 8 h 30, soit 54 sur Metz et 26 autres sur Étain.

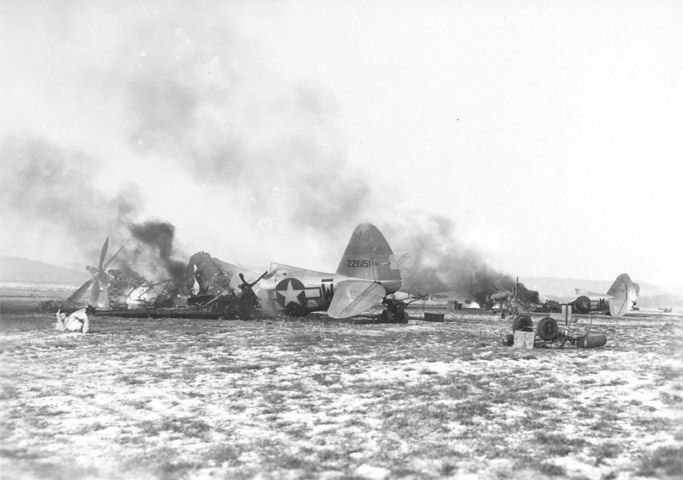
Deux P-47 américains détruits sur la base de Metz-Frescaty.

Avant même d'atteindre la ligne de front, une trentaine de P-47 en mission coiffèrent le III./JG 53 du Major Götz qui rompit intelligemment le silence radio exigé. Mais les radios de bord n'émettaient qu'au bout d'un certain temps, ce qui ajouta encore à la confusion. Pour deux pertes, les Américains descendirent huit Messerschmitt tandis que deux autres effectuaient un atterrissage forcé. Les autres purent sauter en parachute et le groupe s'en tirera finalement qu'avec trois blessés. Dans l'impossibilité de rejoindre Étain faute de réservoirs auxiliaires désormais largués, les survivants rentrèrent à leur base. Le trajet aller sera tout aussi mouvementé pour le Stab et le IV.Gruppe, accueillis par des tirs de batteries américaines qui abattirent cinq chasseurs dont seul un pilote survivra. Par la suite et en dépit des ordres, le Leutnant Karl Broo chef de la 8./JG 53 descendit un Spitfire tout comme Eduard Isken qui revendiqua sa 50e sur un Auster. La formation déboula ensuite sur son objectif où stationnait le 365th Fighter Group et effectua sa première passe de tir, imité peu après par le II.Gruppe. En dépit de la densité de la DCA, la JG 53 détruisit 22 Thunderbolt et en endommagea 11 autres, mais perdit en contrepartie encore six machines. Les Bf 109 rentrèrent ensuite en ordre dispersé et beaucoup durent effectuer des atterrissages forcés par manque de carburant ou à la suite des dommages reçus, alourdissant finalement l’addition à trente machines perdues.

#### Retraite tous azimuts du I./JG 53
Parallèlement à l'est, et malgré la neige et le brouillard, le I./JG 53 du Major Harder escortait plusieurs fois par jour des Ju 87 dans la zone de Budapest et se confrontait régulièrement à la chasse russe. Le 12 et 13 janvier, les Soviétiques lancèrent une offensive tous azimuts qui brisa les lignes allemandes. Le I./JG 53 effectua avec succès des escortes de He 111 pour ravitailler la capitale malgré la météo, avant de reprendre quelques jours plus tard les patrouilles. Outre le 101st Groupe hongrois, le I./JG 53 sous la direction du Stab JG 76, partageait désormais sa base avec le II./JG 52 avec qui les relations furent tendues. Le 21 janvier, le Major Harder à qui Göring refusa les feuilles de chêne, quitta la JG 53 à contrecœur pour assumer le commandement de la JG 11. Le Hauptmann Wolfgang Ernst (35 victoires avec la JG 77) assura l'intérim avant que le célèbre Erich Hartmann ne prenne le relais. L'as des as allemands ordonna alors un camouflage hivernal pour les 109 du groupe, qui malgré les nombreuses sorties, n'obtint qu'une dizaine de victoires en janvier, dont cinq pour le Leutnant Arno Fischer.
Hartmann lui décrocha sa…337e victoire le 4 février au cours de son unique sortie avec la JG 53. Le 15, soit deux jours après la perte de Budapest, le I./JG 53 changea à nouveau de Kommandeur en la personne du Hauptmann Helmut Lipfert également grand as de la JG 52 avec pas moins de 179 victoires. L'homme ne fut guère enthousiasme de récupérer un groupe bien loin de la pépinière d'expertern de son ancienne unité, mais saura néanmoins se montrer pédagogue, d'autant plus utile que les hommes apprendront bientôt tragiquement le crash mortel le 17 février de Jürgen Harder. Les problèmes mécaniques touchèrent également de plus en plus le I./JG 53 obligeant certains pilotes à avorter leur mission avant la casse moteur. Le groupe déménagea pour une semaine en Slovaquie proche de la frontière autrichienne essentiellement pour escorter des Fw 190 Jabo, dont Lipfert constata qu'ils étaient plus rapides que les Bf 109. De comme un accord, on concéda alors que les Fw 190 pouvaient se passer d'escorte. Le Kommandeur décrocha deux victoires le 22 février et sa 182e le 25 tout comme l'Oberleutnant Hans Kornatz (36e) sur un 109 roumain avant le retour du groupe en Hongrie.
Après la capture de Budapest, le I./JG 53 se retrouva en barrage entre le lac Balaton et Vienne, prochain objectif logique des Soviétiques. Après une rencontre fortuite avec vingt Mustang le 1er mars, les sorties de chasse libre s'enchaînèrent (conjointement avec le II./JG 52) mais une dissolution complète du Gruppe devenait de plus en plus imminente. L'avancée russe obligea les unités allemandes à faire des « sauts de puces » toujours plus proches de la frontière afin d'éviter tout encerclement. À plusieurs reprises, le I./JG 53 dut subir des raids aériens, sans pertes matérielles toutefois, à l'inverse des déménagements précipités. Ainsi le 24 mars au soir, quatre appareils se percutèrent au décollage, le Kommandeur lui-même effectua un cheval de bois à l'atterrissage. Les différentes missions permirent de réaliser une trentaine de succès au cours du mois, dont six pour Richard Göbel qui s'adjugea également un B-24 le 25 mars, et sans surprise, 14 pour le seul Helmut Lipfert qui désirait cependant la dissolution du groupe et revenir à la JG 52. Une certaine lassitude affectait en effet les hommes et l'état d'esprit s'était consumé après le départ du Major Harder. Au 31, le I./JG 53 s'établit dans la bordure austro-hongroise.
Inéluctablement, l'usure des hommes alla de pair avec celle des machines toujours en nombre inférieur, tout comme la quantité de carburant disponible. Quelques patrouilles et des escortes de Hs 129 et Fw 190 purent être menées début avril à partir de bases désormais proches de Vienne. Les Russes atteignirent la capitale autrichienne le 8 avril, date à laquelle le Hauptmann Lipfert paracheva son 200e succès sur un La-7. Une journée également marquée par la triple victoire sur des Yak-3 du Leutnant Joachim Worlitzsch alors en état… d'ébriété, le pilote ne se souvenant même plus de son dernier fait d'armes... Deux jours plus tard, le I./JG 53 perdit son dernier avion quand le vétéran Hans Kornatz effectua un atterrissage d'urgence. Le 16 avril, Helmut Lipfert remporta quant à lui le dernier succès du groupe (son 203e) avant que l'unité ne s'envole une dernière fois le lendemain pour Hörsching près de Linz pour son démantèlement définitif, où les feuilles de chêne attendaient son Kommandeur.
L'ensemble du personnel au sol rejoignit l'infanterie de la Waffen SS. Les pilotes les moins prolifiques suivirent la même voie tandis que les plus confirmés tels Willi Dreyer (20 victoires), Joachim Worlitzsch, Richard Göbel, Arno Fischer (16) et Heinz Hommes (14) rejoignaient le Hauptmann Lipfert au II./JG 52. Hans Kornatz suivra une reconversion sur Me 262 mais aucun de ces pilotes n'engendra d'autres succès. Le séjour du I./JG 53 en Roumanie puis la Hongrie aura permis d'amasser respectivement 80 et 100 victoires environ, pour 35 pilotes tués, capturés ou disparus et 29 blessés.

#### Hiver rigoureux
En dépit des pertes subites le 1er janvier 1945 et l'éparpillement des unités sur le vol retour, la « Pik As » dut mener à bien ses missions routinières dès le lendemain : elle perdit ainsi à nouveau cinq pilotes, dont une nouvelle fois le Kommandeur du IV./JG 53. Pas le choix, malgré la couche neigeuse et les conditions de vol déplorables, un soutien aérien aux  troupes tenant encore la rive ouest du Rhin demeure indispensable. Le mauvais temps sera toutefois mis à profit pour récupérer de nouveaux avions directement chez le constructeur, dont le dernier modèle Bf 109K-4, mais également de nombreux renforts, comme à l'accoutumée sans expérience au combat pour la plupart. Le froid handicapait cependant grandement les machines que les mécanos s'efforçaient à faire démarrer à grande peine. De toute façon, les fortes chutes ne neige empêchèrent la plupart des vols et représentaient tout autant un danger que l'ennemi. Seuls les 9 et 14 janvier se soldèrent par quelques succès sur des Thunderbolt, dont un doublé du Hauptmann Alfred Hammer, nouveau Kommandeur du IV./JG 53. Ce jour-là, l'Oberfeldwebel Eduard Isken se vit également remettre la Croix de Chevalier.
Alors que bon nombre de Jagdgeschwader quittaient le front Ouest pour défendre les positions allemandes contre l'avancée soviétique, la JG 53 demeura sur son secteur, ôtant la dernière chance à l'Oberstleutnant Bennemann de récupérer le I. Gruppe,. Le 17 février, le Major Franz Götz dit au revoir au III./JG 53 auquel il appartient depuis sa création, pour prendre en charge la JG 26. Deux jours plus tard, Bennemann se retrouva convié à Berlin avec tous les autres chefs d'escadre pour discuter de la situation avec le Reichmarshall Goering, qui tourna en un camouflet en règle de la part de ce dernier. Enfin, Herbert Rollwage reçut le 21 les feuilles de chêne des mains d'Hitler, l'as étant toujours affecté à la JG 106 d'entraînement.
Le mauvais temps ne semblait pas affecter les chasseurs alliés au même degré que ceux de la Luftwaffe. Partout où ils pouvaient, les P-47 frappaient. Les quelques tentatives des III. et IV./JG 53 ne donnèrent rien jusqu'à une « amélioration » à partir du 8 février. À ce stade, si les jeunes se permettaient de prendre des risques par insouciance, la vieille garde s'efforçait davantage de revenir vivant plutôt que de tenter l'impossible pour une guerre qu'elle savait déjà perdue. Le 22 février jour de l'opération Clarion, la « Pik As » perdit cinq pilotes plus quatre blessés ainsi que 17 Messerschmitt abattus ou endommagés. Le lendemain, l'unité déplora exactement le même nombre de pertes. Bien maigre compensation, 9 succès purent être comptabilisés en deux jours, soit moitié moins pour tout le mois de février.
Le 4 mars, les Américains atteignirent Cologne. Le manque de moyens obligea bientôt les trois Gruppen à démanteler les 8, 12 et 16 Staffel. Les plus jeunes rampants durent rejoindre l'infanterie, un manque complété par du personnel féminin, créant inévitablement des problèmes d'ordre affectif... La prise du pont de Remagen entraîna ensuite le transfert de la JG 53 dans cette région. Dans l'intervalle, un ordre émanant de Goering demandait l'ultime sacrifice pour sauver la nation. En clair, les pilotes devaient percuter les bombardiers ennemis en vol afin d'enrayer les raids aériens. Si les hommes du III. Gruppe se portèrent volontaires en masse, peu en réalité rejoindront l'unité suicide. Même ambiance au II./JG 53 mais le Hauptmann Meimberg dissuadera ses pilotes. Les trois groupes s'établirent finalement dans la région de Francfort le 9 mars. Encore une fois, on demanda aux pilotes de percuter le pont, ce qui entraîna cette fois-ci une levée de boucliers face à un Reichmarshall discrédité depuis longtemps. Toute la journée du 13 et les trois jours suivants se concentrèrent sur Remagen et ses alentours. Mais l'ombrelle de protection placée autour du pont réduisit sensiblement toutes attaques allemandes. Elle coûta à la JG 53 huit morts, un disparu et six blessés, le tout pour 6 petites victoires et un pont resté globalement intact. Un piètre bilan qui entraîna le retour de l'escadre dans la région de Stuttgart. Désormais, les Bf 109 ne volaient plus que par petites sections dans des actions limitées par l'omniprésence de l'adversaire. Enfin, les trois groupes se retirèrent de la zone du Rhin avant la fin du mois.

#### Fin bavaroise
Le II./JG 53 passa dans la région d'Ulm le 27 mars tandis que les III. et IV. Gruppe se retrouvèrent en Bavière une semaine plus tard, nullement pour autant à l'abri des attaques aériennes. En revanche et situation rarissime, les trois Gruppen possédait de suffisamment de carburant à cette époque. C'est pourquoi les attaques à basse altitude se poursuivirent tout le long du mois d'avril, l'occasion pour Herbert Rollwage de retrouver la 6./JG 53. Le 9 avril, le III./JG 53 subit une attaque sur sa base qui le cloua au sol pour plusieurs jours. Le lendemain, le reste de l'escadre porta à son tour le feu sur Crailshein où les B-17 avaient élu domicile, mais sans causer grand dommage. Le 13, les vétérans Meimberg et Seeger décrochaient leurs dernières victoires (53e pour l'un, 56e pour l'autre) tandis qu'un Auster faisait le lendemain la 26e et dernière également d'Alfred Hammer,. Dans un mois d'avril relativement clément, les missions s'enchaînèrent sans répit (41 rien que pour la seule journée du 15 avril) et les véhicules alliés firent les frais des armes de bord des 109, quand toutefois elles ne s'enraillaient pas. Le 20 avril, le II./JG 53 perdit la quasi-totalité de son parc aérien sous les bombes d'un raid de B-26, et dut compléter son matériel par des vieux Bf 109G-4 et G-6 d'entraînement. Qu'importe puisqu'une semaine plus tard, le II./JG 53 fut dissous tout comme le Stab sous décision d'Helmut Bennemann en ce 27 avril. Dans l'intervalle le 23, le IV./JG 53 tenta sans succès une opération pour détruire le pont du Danube à Dillingen avec une poignée de Bf 109K équipés de bombes photosensibles, avant de disparaître à son tour des unités combattante le 29 avril.
Seul groupe encore en lice, le III./JG 53 mena encore quelques sorties le long du Danube entre Regensburg et Passau. Le 2 mai, l'unité effectua vraisemblablement la toute dernière sortie de la « Pik As » contre des colonnes motorisées américaines. Après un ultime transfert à Prien am Chiemsee, les Bf 109 furent aspergés d'essence et incendiés. La « Pik As » venait de cesser d'exister.
Au cours des quatre mois suivants Bodenplatte, les II. III. et IV./JG 53 déploreront dans leurs rangs 47 pilotes tués où disparus et 40 capturés et blessés, des chiffres - une fois additionnés - globalement proches du nombre de victoires remportées par les trois groupes en 1945. Avec 7 et 9 avions abattus au cours de cette dernière année, les Leutnant Günther Landt et Karl Broo (chefs des 11. et 5.Staffel) seront les as les plus prolifiques pour des scores finaux de 23 et 12. Edward Isken termina sa carrière avec 56 succès, Herbert Rollwage la sienne avec 71. D'autres pilotes auront atteint des scores respectables comme le Feldwebel Friedrich Sheer (16), le Leutnant Rudolf Hocke (12) ou encore l'Oberfeldwebel Heinz Girnth (11).

#### Une longue histoire
Leur unité démantelée, les hommes de la « Pik As » se retrouvèrent livrés à eux-mêmes avant l'armistice et essayèrent tant bien que mal d'échapper à la capture pour retrouver la vie civile. Au cours de la guerre, les pertes de la JG 53 s'établirent à approximativement 600 pilotes tués et disparus, 450 blessés et 90 prisonniers, plus 241 morts parmi le personnel au sol,. L'escadre engendra environ 4 100 victoires, dont 1 600 pour le seul I./JG 53 qui bénéficia de son tour d'opération avantageux à Stalingrad au cours de l'été 1942. De ses débuts au premier jour du conflit, en passant par l'URSS puis son long séjour en Méditerranée, avant de remonter progressivement en Europe, la JG 53 aura laissé son empreinte dans l'histoire de l'aviation, « une Geschwader qui demeurera dans l'esprit de tous ses membres »,.

## Organisation

### Stab

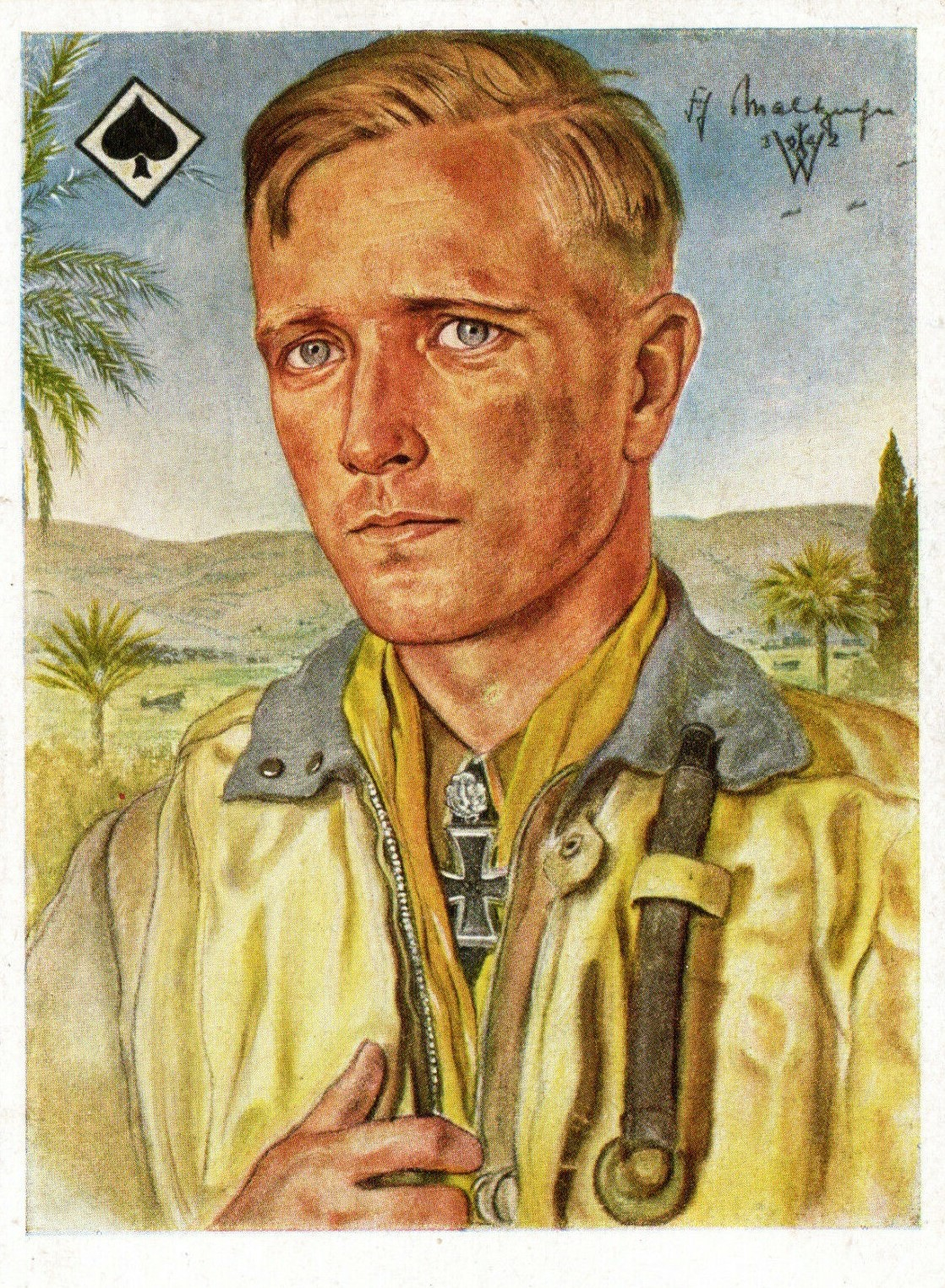
Günther Freiherr von Maltzahn demeura près de trois ans à la tête de la JG 53.

Formé le 1er mai 1939 à Wiesbaden-Erbenheim à partir du Stab JG 133.
Geschwaderkommodore :
| Début            | Fin               | Grade          | Nom                                 |
| ---------------- | ----------------- | -------------- | ----------------------------------- |
| 1er avril 1938   | 30 septembre 1939 | Oberstleutnant | Werner Junck                        |
| 1er octobre 1939 | 31 décembre 1939  | Generalmajor   | Hans Klein                          |
| 1er janvier 1940 | 30 septembre 1940 | Oberstleutnant | Hans-Jürgen von Cramon-Taubadel,    |
| 9 octobre 1940   | 4 octobre 1943    | Hauptmann      | Günther von Maltzahn,               |
| octobre 1943     | octobre 1943      | Major          | Friedrich-Karl Müller (par intérim) |
| octobre 1943     | novembre 1943     | Major          | Kurt Ubben (par intérim)            |
| 9 novembre 1943  | 27 avril 1945     | Major          | Helmut Bennemann,                   |

### I.Gruppe
Formé le 1er mai 1939 à Wiesbaden-Erbenheim  à partir du I./JG 133 avec :
- Stab I./JG 53 à partir du Stab I./JG 133
- 1./JG 53 à partir de la 1./JG 133
- 2./JG 53 à partir de la 2./JG 133
- 3./JG 53 à partir de la 3./JG 133

La 3./JG 53 est dissoute en juin 1944, avant d'être reformée le 18 septembre 1944.
La formation d'une 4./JG 53 est ordonnée le 10 septembre 1944 mais ne donnera pas suite.
Gruppenkommandeur :
| Début              | Fin             | Grade        | Nom                              |
| ------------------ | --------------- | ------------ | -------------------------------- |
| 1er mai 1939       | 30 juin 1940    | Hauptmann    | Lothar von Janson                |
| 1er juillet 1940   | 25 août 1940    | Major        | Albert Blumensaat                |
| 1er septembre 1940 | 17 octobre 1940 | Hauptmann    | Hans-Karl Mayer (disparu)        |
| octobre 1940       | 31 mai          | Hauptmann    | Hans-Heinrich Brustellin         |
| 1er juin 1941      | 24 juin 1941    | Oberleutnant | Wilfried Balfanz (disparu)       |
| juillet 1941       | 25 octobre 1941 | Hauptmann    | Franz von Werra (mort au combat) |
| août 1941          | septembre 1941  | Hauptmann    | Ignaz Prestele (par intérim)     |
| 1er novembre 1941  | 24 juillet 1942 | Hauptmann    | Herbert Kaminski,                |
| août 1942          | octobre 1942    | Hauptmann    | Walter Spies                     |
| novembre 1942      | 14 février 1944 | Hauptmann    | Friedrich-Karl Müller,           |
| 15 février 1944    | 21 janvier 1945 | Hauptmann    | Jürgen Harder                    |
| janvier 1945       | février 1945    | Hauptmann    | Wolfgang Ernst (par intérim)     |
| février 1945       | 14 février 1945 | Hauptmann    | Erich Hartmann (par intérim)     |
| 15 février 1945    | 17 avril 1945   | Hauptmann    | Helmut Lipfert                   |

### II.Gruppe
Formé le 1er mai 1939 à Mannheim-Sandhofen à partir du II./JG 133 avec :
- Stab II./JG 53 à partir du Stab II./JG 133
- 4./JG 53 à partir de la 4./JG 133
- 5./JG 53 à partir de la 5./JG 133
- 6./JG 53 à partir de la 6./JG 133

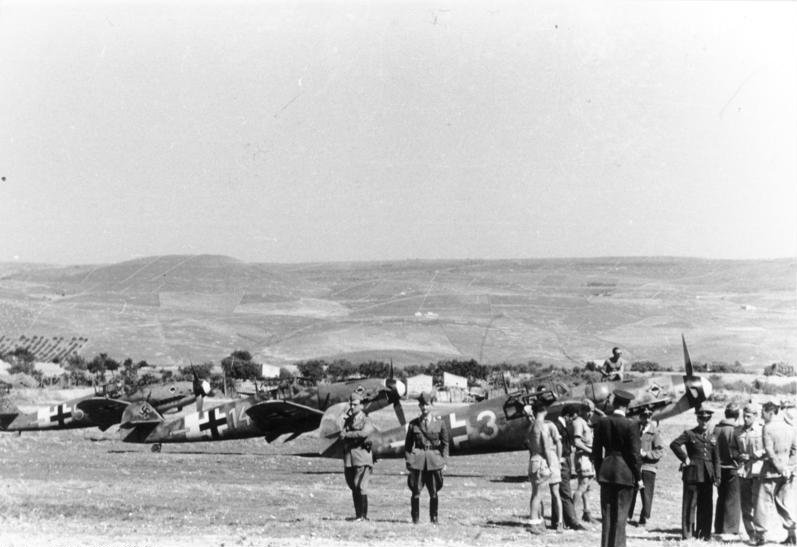
Passation de 23 Bf 109G-4 et G-6 du II./JG 53 à la Regia Aeronautica à Comiso le 22 mai 1943, filmé par la propagande pour montrer la bonne coopération germano-italienne. En réalité, les pilotes italiens furent plus ou moins livrés à eux-mêmes car aucun écolage n'était prévu, tandis que la JG 53 ne pouvait se permettre de fournir des pilotes.

Le 10 août 1944, le II./JG 53 augmenta ses effectifs à quatre Staffeln :
- 5./JG 53 inchangée
- 6./JG 53 inchangée
- 7./JG 53 à partir de l'ancienne 4./JG 53
- 8./JG 53 nouvellement créée

Le 5 mars 1945, la 8./JG 53 est dissoute ; l'entièreté du II./JG 53 suivra le 30 avril 1945.
Gruppenkommandeur :
| Début             | Fin               | Grade        | Nom                                  |
| ----------------- | ----------------- | ------------ | ------------------------------------ |
| 1er mai 1939      | 18 août 1939      | Major        | Hubert Merhart von Bernegg,          |
| 19 août 1939      | 8 octobre 1940    | Hauptmann    | Günther von Maltzahn,                |
| 9 octobre 1940    | 22 juin 1941      | Hauptmann    | Heinz Bretnütz (mortellement blessé) |
| 22 juin 1941      | juillet 1942      | Hauptmann    | Walter Spies,                        |
| juillet 1942      | 18 juin 1943      | Oberleutnant | Gerhard Michalski (blessé)           |
| 19 juin 1943      | juillet 1943      | Hauptmann    | Hans-Jürgen Westphal (par intérim)   |
| juillet 1943      | 28 septembre 1943 | Major        | Karl-Heinz Schnell (par intérim)     |
| 28 septembre 1943 | 20 avril 1944     | Major        | Gerhard Michalski,                   |
| 20 avril 1944     | 30 avril 1945     | Hauptmann    | Julius Meimberg                      |

### III.Gruppe
Formé le 10 octobre 1939 à Wiesbaden-Erbenheim  avec :
- Stab III./JG 53 nouvellement créé
- 7./JG 53 nouvellement créé
- 8./JG 53 nouvellement créé
- 9./JG 53 nouvellement créé

En août 1944, le III./JG 53 augmenta ses effectifs à quatre Staffeln :
- 9./JG 53 inchangée
- 10./JG 53 à partir de l'ancienne 7./JG 53
- 11./JG 53 à partir de l'ancienne 8./JG 53
- 12./JG 53 à partir de membres du I./JG 4

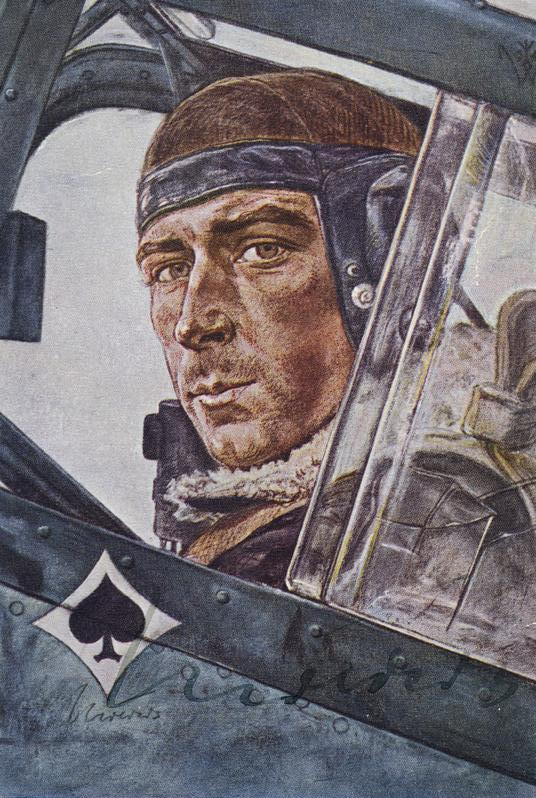
Le Hauptmann Werner Mölders, premier Gruppenkommandeur du III./JG 53.

Le 5 mars 1945, la 12./JG 53 est dissoute. Le III./JG 53 sera le dernier à être démantelé le 2 mai 1945.
Gruppenkommandeur :
| Début             | Fin              | Grade     | Nom                           |
| ----------------- | ---------------- | --------- | ----------------------------- |
| 1er novembre 1939 | 5 juin 1940      | Hauptmann | Werner Mölders                |
| juin 1940         | 20 juin 1940     | Hauptmann | Rolf Pingel (par intérim),    |
| 13 juillet 1940   | 12 août 1940     | Hauptmann | Harro Harder (disparu)        |
| 13 août 1940      | 18 mai 1942      | Hauptmann | Wolf-Dietrich Wilcke          |
| 20 mai 1942       | fin octobre 1942 | Major     | Erich Gerlitz                 |
| Fin octobre 1942  | 17 janvier 1945  | Hauptmann | Franz Götz,                   |
| 18 janvier 1945   | 5 avril 1945     | Hauptmann | Siegfried Luckenbach (blessé) |
| 5 avril 1945      | 2 mai 1945       | Hauptmann | Wolfgang Ernst(par intérim)   |

### IV.Gruppe
Formé le 20 octobre 1944 à Hüfingen, près de Donaueschingen, à partir du III./JG 76 avec :
- Stab IV./JG 53 à partir du Stab III./JG 76
- 13./JG 53 à partir de la 9./JG 76
- 14./JG 53 à partir de la 10./JG 76
- 15./JG 53 à partir de la 11./JG 76
- 16./JG 53 à partir de la 12./JG 76

La 16./JG 53 est dissoute le 1er mars 1945, et le IV./JG 53 disparaît des effectifs le 30 avril 1945.
Gruppenkommandeur :
| Début           | Fin             | Grade        | Nom                             |
| --------------- | --------------- | ------------ | ------------------------------- |
| 25 octobre 1944 | 29 octobre 1944 | Hauptmann    | Hans Morr (mort au combat)      |
| octobre 1944    | 2 janvier 1945  | Oberleutnant | Friedrich Müer (mort au combat) |
| 9 janvier 1945  | 30 avril 1945   | Hauptmann    | Alfred Hammer                   |

### Ergänzungsgruppe
Formé le 20 novembre 1940 à Saint-Jean-d'Angély avec :
- Stab du Ergänzungsgruppe/JG 53 nouvellement créé
- 1. Einsatzstaffel/JG 53 ou 10 (Eins.)/JG 53 nouvellement créée
- 2. Ausbildungsstaffel/JG 53 à partir du Erg.Sta./JG 53

L'Ergänzungsgruppe est dissous en janvier 1942 avec :
- Stab du Ergänzungsgruppe/JG 53 devient Stab IV./JG 1
- 1. Einsatzstaffel/JG 53 devient 1./JG 3
- 2. Ausbildungsstaffel/JG 53 devient 3./EJGr Süd

Gruppenkommandeur :
| Début         | Fin          | Grade     | Nom           |
| ------------- | ------------ | --------- | ------------- |
| novembre 1940 | janvier 1942 | Hauptmann | Hubert Kroeck |

### 10.(Jabo)/JG 53
Formé le 1er février 1942 à San Pietro équipé de Messerschmitt Bf 109F-4/B.
Le 31 août 1942, elle fusionne avec la 10.(Jabo)/JG 27 et renommée Jabo-Gruppe Afrika.

## Récipiendaires de la Croix de Chevalier[470]
Note : (†) posthume
| Noms                  | Unités          | Croix de Chevalier   | Feuilles de chêne | Glaives       | Brillants     |
| Werner Mölders        | Stab III./JG 53 | 29 mai 1940          | avec la JG 51     | avec la JG 51 | avec la JG 51 |
| Hans-Karl Mayer       | Stab I./JG 53   | 3 septembre 1940     | -                 | -             | -             |
| Heinz Bretnütz        | Stab II./JG 53  | 22 octobre 1940      | -                 | -             | -             |
| Günther von Maltzahn  | Stab JG 53      | 30 décembre 1940     | 24 juillet 1941   | -             | -             |
| Erich Schmidt         | 9./JG 53        | 23 juillet 1941      | -                 | -             | -             |
| Wolf-Dietrich Wilcke  | Stab III./JG 53 | 6 août 1941          | avec la JG 3      | avec la JG 3  | -             |
| Herbert Schramm       | 8./JG 53        | 6 août 1941          | avec la JG 27     | -             | -             |
| Josef Wurmheller      | avec la JG 2    | 4 septembre 1941     | avec la JG 2      | avec la JG 2  | -             |
| Friedrich-Karl Müller | Stab III./JG 53 | 14 septembre 1941    | 23 septembre 1942 | -             | -             |
| Hermann Neuhoff       | 7./JG 53        | 16 juin 1942         | -                 | -             | -             |
| Werner Stumpf         | 9./JG 53        | 13 août 1942         | -                 | -             | -             |
| Kurt Brändle          | avec la JG 3    | 27 août 1942         | avec la JG 3      | -             | -             |
| Walter Zellot         | 2./JG 53        | 3 septembre 1942     | -                 | -             | -             |
| Gerhard Michalski     | Stab II./JG 53  | 4 septembre 1942     | avec la JG 4      | -             | -             |
| Franz Götz            | 9./JG 53        | 4 septembre 1942     | -                 | -             | -             |
| Helmut Belser         | 8./JG 53        | 6 septembre 1942 (†) | -                 | -             | -             |
| Wolfgang Tonne        | 3./JG 53        | 6 septembre 1942     | 24 septembre 1942 | -             | -             |
| Wilhelm Crinus        | 3./JG 53        | 23 septembre 1942    | 23 septembre 1942 | -             | -             |
| Hans Röhrig           | 8./JG 53        | 2 octobre 1942       | -                 | -             | -             |
| Alfred Franke         | 2./JG 53        | 29 octobre 1942 (†)  | -                 | -             | -             |
| Fritz Dinger          | 4./JG 53        | 23 décembre 1942     | -                 | -             | -             |
| Heinz Golinski        | 3./JG 53        | 30 décembre 1942 (†) | -                 | -             | -             |
| Stefan Litjens        | 4./JG 53        | 21 juin 1943         | -                 | -             | -             |
| Franz Schiess         | 8./JG 53        | 21 juin 1943         | -                 | -             | -             |
| Jürgen Harder         | 7./JG 53        | 5 décembre 1943      | avec la JG 11     | -             | -             |
| Günther Seeger        | 7./JG 53        | 26 mars 1944         | -                 | -             | -             |
| Rudolf Ehrenberger    | 6./JG 53        | 6 avril 1944 (†)     | -                 | -             | -             |
| Herbert Rollwage      | 5./JG 53        | 6 avril 1944         | 24 janvier 1945   | -             | -             |
| Franz Barten          | 9./JG 53        | 24 octobre 1944 (†)  | -                 | -             | -             |
| Julius Meimberg       | Stab II./JG 53  | 24 octobre 1944      | -                 | -             | -             |
| Edward Isken          | 13./JG 53       | 14 janvier 1945      | -                 | -             | -             |
| Helmut Lipfert        | Stab I./JG 53   | avec la JG 52        | 17 avril 1945     | -             | -             |